# 矢作水力
矢作水力株式会社（やはぎすいりょく かぶしきがいしゃ）は、大正から昭和戦前期にかけて存在した日本の電力会社である。愛知県名古屋市に本社を置き、中部地方一帯で事業を展開した。
矢作川水系における電源開発と愛知県内への電力供給を目的として1919年（大正8年）に設立。実業家福澤桃介が関わる会社の一つで、1930年代初頭に福澤系企業2社を相次いで合併し規模を拡大、矢作川のみならず天竜川水系や北陸の九頭竜川水系・手取川水系でも発電所を運営した。また余剰電力の活用を目的とするアンモニア化学工業部門を持った。
戦時下における電力国家管理により1942年（昭和17年）に解散した。解散直前に分社化された化学部門は東亞合成の前身にあたる。

## 概要
矢作水力株式会社は、戦前期の電力業界において東邦電力・大同電力といった業界最大手「五大電力」に次ぐ規模を持っていた中堅電力会社の一つである。社名が示す通り岐阜・愛知両県にまたがる矢作川水系での水力発電所建設を目的として設立された。設立は第一次世界大戦終戦直後、新興の電力会社が相次いで発足した1919年（大正8年）。創業者には大同電力の社長や東邦電力の前身名古屋電灯の社長を務めるなど、中部地方で複数の電力会社に関与した実業家福澤桃介が名を連ねる（矢作水力では相談役に就任）。本社は設立時東京市麹町区（現・東京都千代田区）、1928年（昭和3年）の本社・支店入替え以降は愛知県名古屋市に構えた。
1920年代を通じて矢作川水系の開発を推進し、それが一段落すると1931年（昭和6年）に天竜川電力、1933年（昭和8年）には白山水力という、同じ福澤系の電力会社2社を合併して事業規模を拡大、矢作川のほか天竜川・九頭竜川・手取川各水系にも進出した。最終的には岐阜・愛知・長野・福井・石川の5県で水力発電所19か所・火力発電所1か所を運営するに至る。それらの電源を元に、東邦電力・大同電力をはじめとする他の電気事業者や大型工場への電力供給を積極的に展開した。その反面、一般需要家に電灯を供給する供給区域は発電所周辺を中心とする小区域に留まった。
電気事業以外では、会社設立翌年に軌道事業者岩村電気軌道を合併したことで、現在の岐阜県恵那市にあった電気軌道、通称「岩村電車」を経営した。矢作川開発の資材輸送体制の強化を目的とした電車直営化であったが、矢作川開発終了後、並行する国有鉄道路線が開通したため路線は1934年（昭和9年）に休止、翌年に廃止された。同地域で路線バスを経営していた時期もある。これら交通事業以外の兼業には、余剰電力の消化を目的としたアンモニア化学工業部門が大規模化した。1931年に起業を決定し、工場建設中の1933年に子会社矢作工業として分社化していたが、1940年（昭和15年）に同社を合併して矢作水力の直営としたもの。同事業では硫酸アンモニウム（硫安）や硝酸などの製造・販売にあたった。
矢作工業合併を挟む1939年（昭和14年）から1942年（昭和17年）にかけて、電気事業に対する戦時統制、いわゆる電力国家管理が進展すると、矢作水力では3度にわけて発電所20か所全部と主要送電線・変電所を国策電力会社日本発送電へと出資した。加えて1942年には配電統制に従い残余の送電線・変電所と配電関連設備を中部配電へと出資している。こうして電気事業を喪失した矢作水力は、化学部門も矢作工業を再設立（第二次矢作工業）して分社化した上で解散した。
矢作水力が持っていた発電所や供給区域は、太平洋戦争の電気事業再編成により主として中部電力に、福井・石川両県の部分については北陸電力にそれぞれ継承されている。また化学事業を引き継いだ第二次矢作工業は1944年（昭和19年）に同じ福澤系のソーダ会社を合併し、アンモニア工業とソーダ工業の両部門を持つ化学メーカー東亞合成化学工業、現在の東亞合成となった。

## 会社設立の経緯

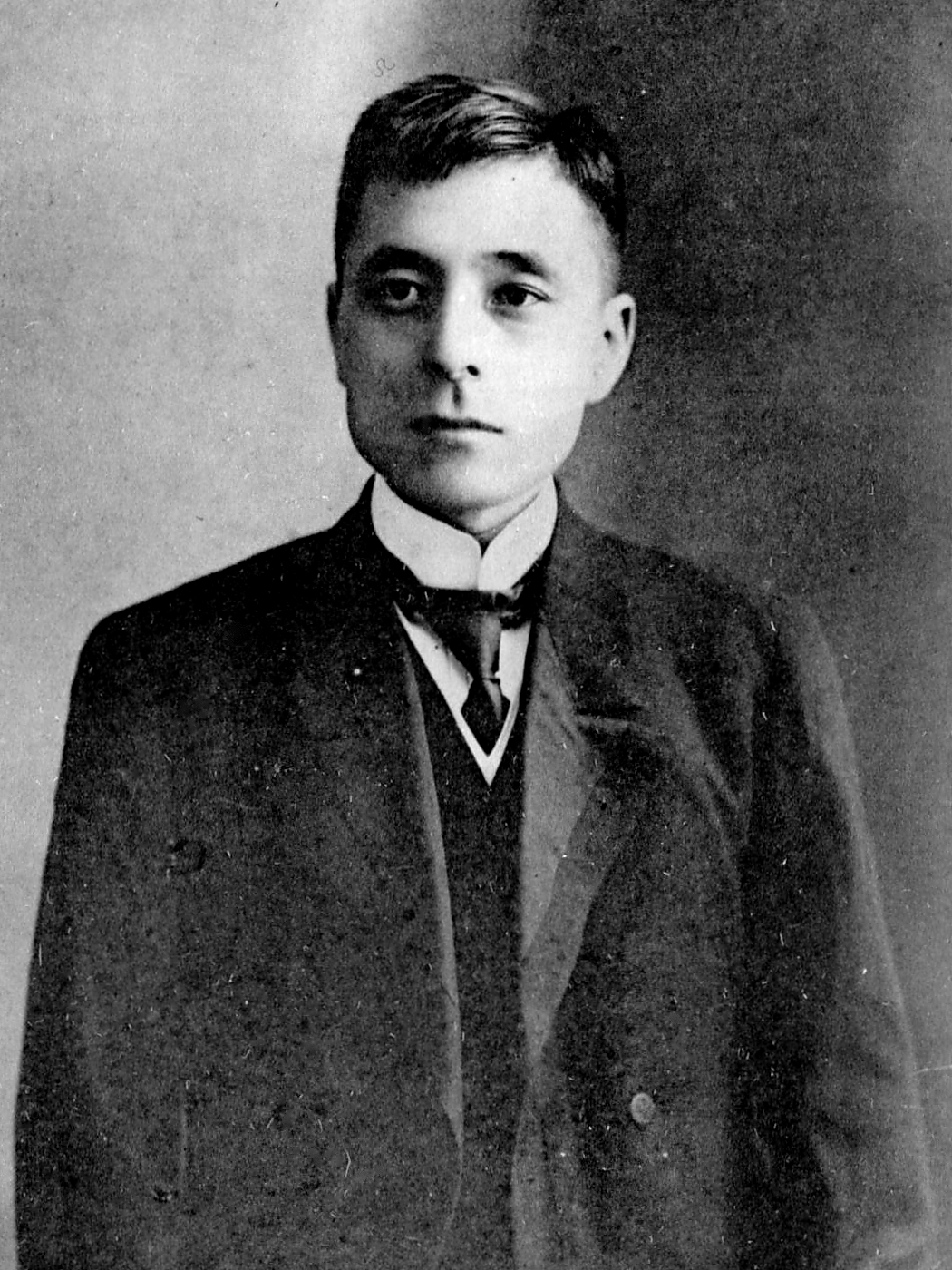
創業者の一人福澤桃介

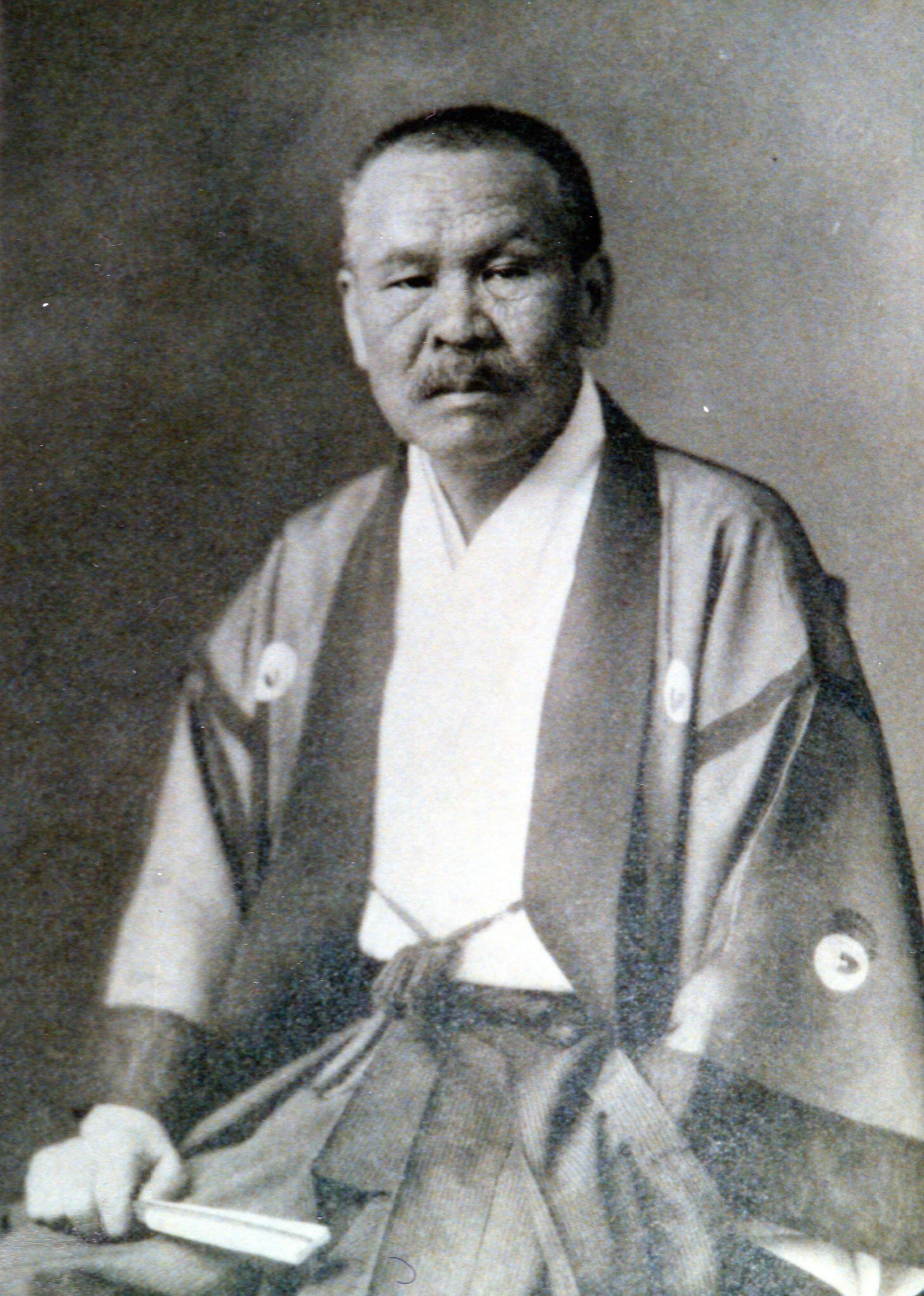
矢作水力初代社長井上角五郎

1912年（大正元年）9月、水力発電事業の調査研究を目的に「大正企業組合」という組合が設立された。これが矢作水力の母体にあたる。
この「大正企業組合」の設立主唱者・組合委員長は各地で電気事業に携わっていた実業家福澤桃介であった。元々相場師として知られていた福澤は、明治末期から九州の電気事業や愛知県豊橋市の豊橋電気に参加するなど電力業界での投資を広げ、1910年（明治43年）には名古屋市の電力会社名古屋電灯（後の東邦電力）の筆頭株主となっていた。大正企業組合設立後の1913年（大正2年）1月に福澤は同社常務に再就任し、翌年12月には社長に就いている。
福澤を中心として組織された大正企業組合は、初め25名の組合員を得て2万5千円の資金を集め、手取川・由良川・矢作川・十津川・櫛田川などに技術員を派遣して水力発電のための調査研究を進めた。1919年（大正8年）3月の組合解散までに得た水利権は17地点・総出力8万馬力に及ぶ。そしてその中から矢作川における4か所の水利権を割いて矢作水力（発起当初の社名は「中央電力」）を設立することとなった。1918年（大正7年）7月に2か所の水利権許可を得たのを機に創立事務に着手、資本金を500万円として関係者の間のみで募集した。次いで創立総会を1919年3月3日に開催、12日に電気事業経営許可を得て、20日登記を完了して会社設立手続きを遂げた。
設立時の役員は、取締役社長井上角五郎、専務取締役杉山栄（大正企業組合嘱託技師）、取締役福澤駒吉・寒川恒貞（大正企業組合常務委員）・青木信光・大岩勇夫・大口喜六ほか3名、監査役加藤重三郎ほか4名で、福澤自身は相談役に回った。このうち社長となった井上は、福澤が北海道炭礦汽船に在籍していた当時の上司にあたり、福澤の依頼で大正企業組合の組合員となり、福澤の推薦で社長となったという経緯がある。

## 矢作川水系における発電所建設
以下、沿革のうち矢作川水系における電源開発の推移について詳述する。

### 開発準備
大正企業組合の調査の結果、愛知県と岐阜県にまたがる矢作川水系の河川にて水利権を申請し、まず1918年（大正7年）7月に岐阜県側、上村川の「第三水力」「第四水力」について許可を得た。続いて1919年（大正8年）3月には愛知県側、名倉川の「第一水力」および根羽川（矢作川上流部）の「第二水力」についても許可が下りた。さらに1920年（大正9年）4月には、追加出願していた上村川支流飯田洞川の「第六水力」についても許可されている。これら許可地点は矢作川水系の最上流部にあたり、下流側の第一水力（真弓発電所）は名古屋電灯が直接水利権を取得して串原発電所を開発した地点に隣接する。
これら矢作川水系の水力開発を実行するにあたり、当時の鉄道路線の終端である岐阜県岩村町（現・恵那市）と発電所建設地の上村（同左）の間にある木ノ実峠が資材輸送上の隘路となると予想されたため、峠越え区間に約8.9キロメートルの索道を通すこととなり、約13万6000円を投じて1919年11月にこれを完成させた。完成後、同年12月26日に資本金25万円（うち半額出資）で矢作索道株式会社を設立し、索道設備を同社へ譲渡している。
一方、岩村町までは中央本線大井駅（現・恵那駅）とを結ぶ岩村電気軌道経営の電気軌道（岩村電車）が存在したが、資材輸送を行うには電力や貨車など設備が不十分であった。同社は当時資本金30万円（払込額18万7500円）であり、10万円以上に及ぶ輸送力増強費の調達は困難なため、矢作水力は路線の直営化を決めた。両社間の合併契約は1919年11月12日に締結され、手続きを経て翌1920年3月3日に合併報告総会が完了した。合併に伴う矢作水力の増資は75万円である。合併後、矢作水力では1935年（昭和10年）まで軌道路線の経営を続けた（詳細は下記#軌道事業の推移参照）。

### 下村発電所

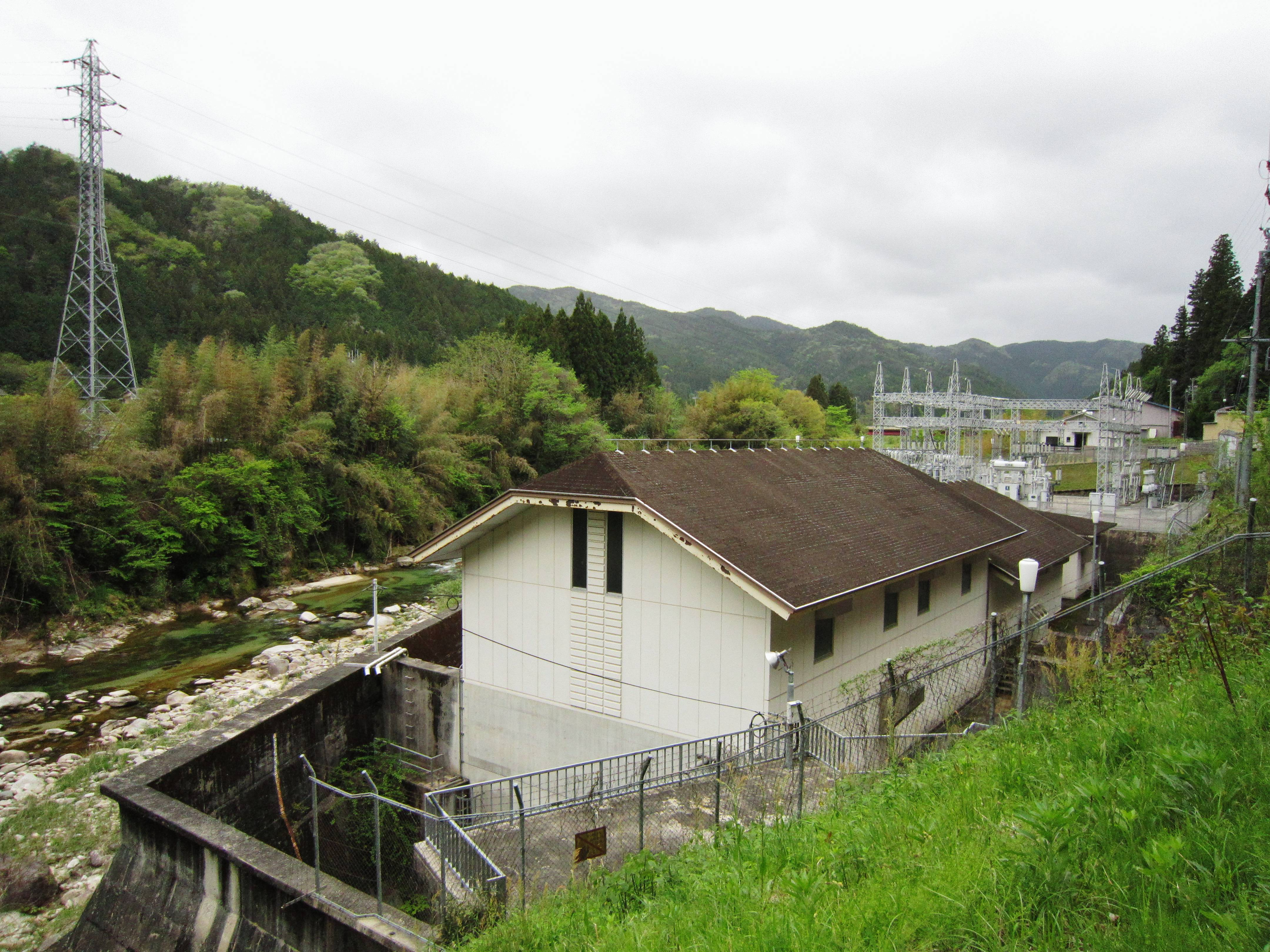
下村発電所（2012年）

矢作水力が最初に建設した発電所は上村川の下村発電所である。「第四水力」として水利権を得た地点にあたり、1919年8月1日着工、1920年12月8日に竣工ののち、検査を経て12月31日より運転を開始した。
発電所は上村川左岸、岐阜県恵那郡下原田村（現・恵那市上矢作町下）に位置し、上流側の恵那郡上村（現・恵那市上矢作町）にて堰堤を築き取水する。主要設備は電業社製フランシス水車および芝浦製作所製2,100キロワット (kW) 発電機各2台で、発生電力は最大4,200 kW・常時2,100 kWである。
発電所完成とともに愛知県側の豊川・岡崎の2か所に変電所が完成し、発電所から豊川変電所を回って岡崎変電所へ至る35キロボルト (kV) 送電線が架設された。また大同電力との連絡線として釜井開閉所（大同電力串原発電所に近接）とを結ぶ送電線も建設されている。

### 飯田洞発電所

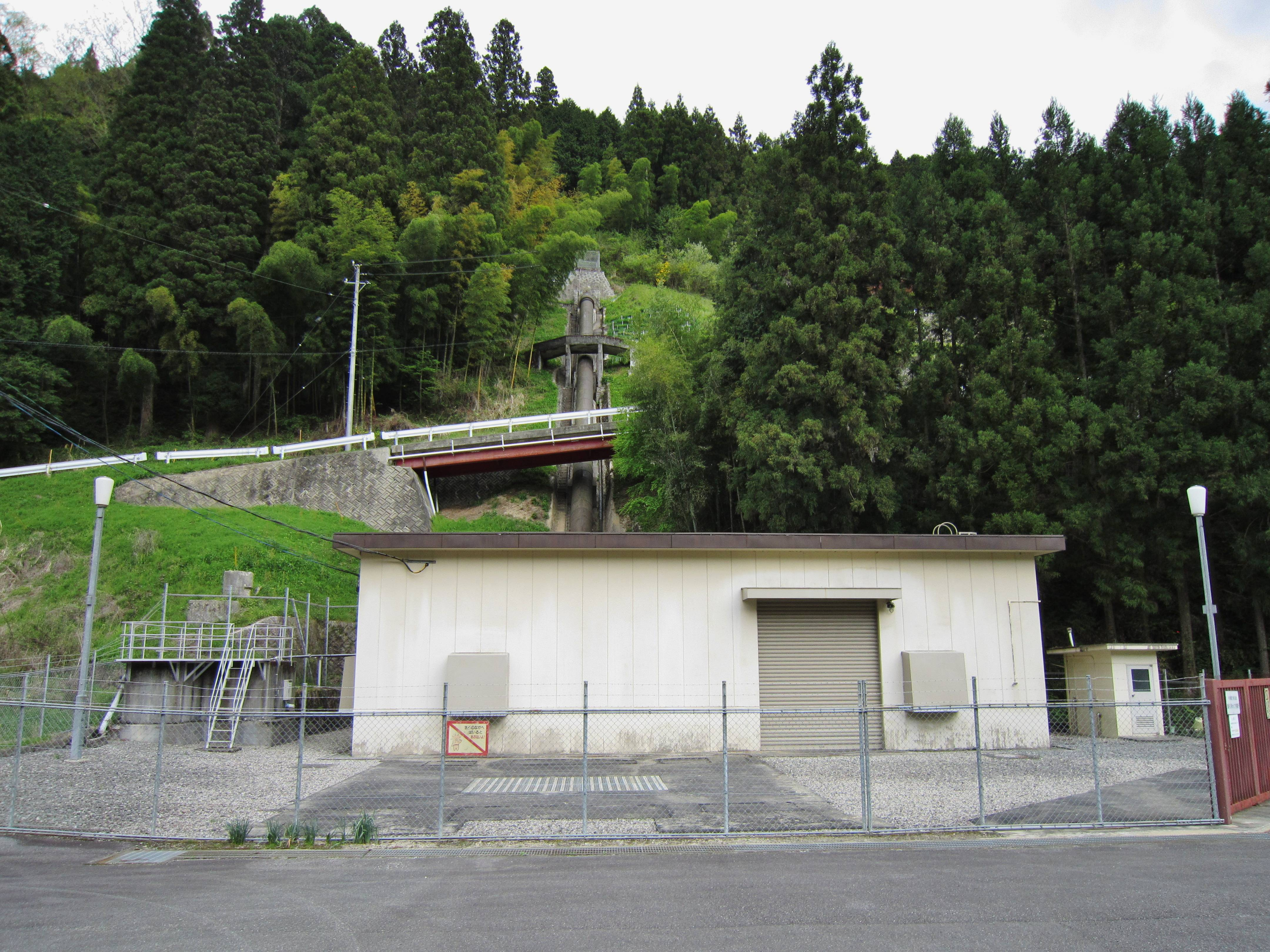
飯田洞発電所（2012年）

下村発電所に続いて上村川支流飯田洞川にて飯田洞発電所の建設が始まった。1920年4月に「第六水力」として水利権を得た地点にあたり、年内に着工、翌1921年（大正10年）10月1日に竣工した。運転開始は10月15日付である。発電所は飯田洞川左岸、恵那郡上村に位置する。
主要設備はフランシス水車および640 kW発電機各1台（製造者は下村発電所に同じ）で、発電所出力は最大630 kW・常時360 kW。送電線は下村発電所との間に建設されたが、後年上村発電所へと送電するよう改められた。

### 押山発電所

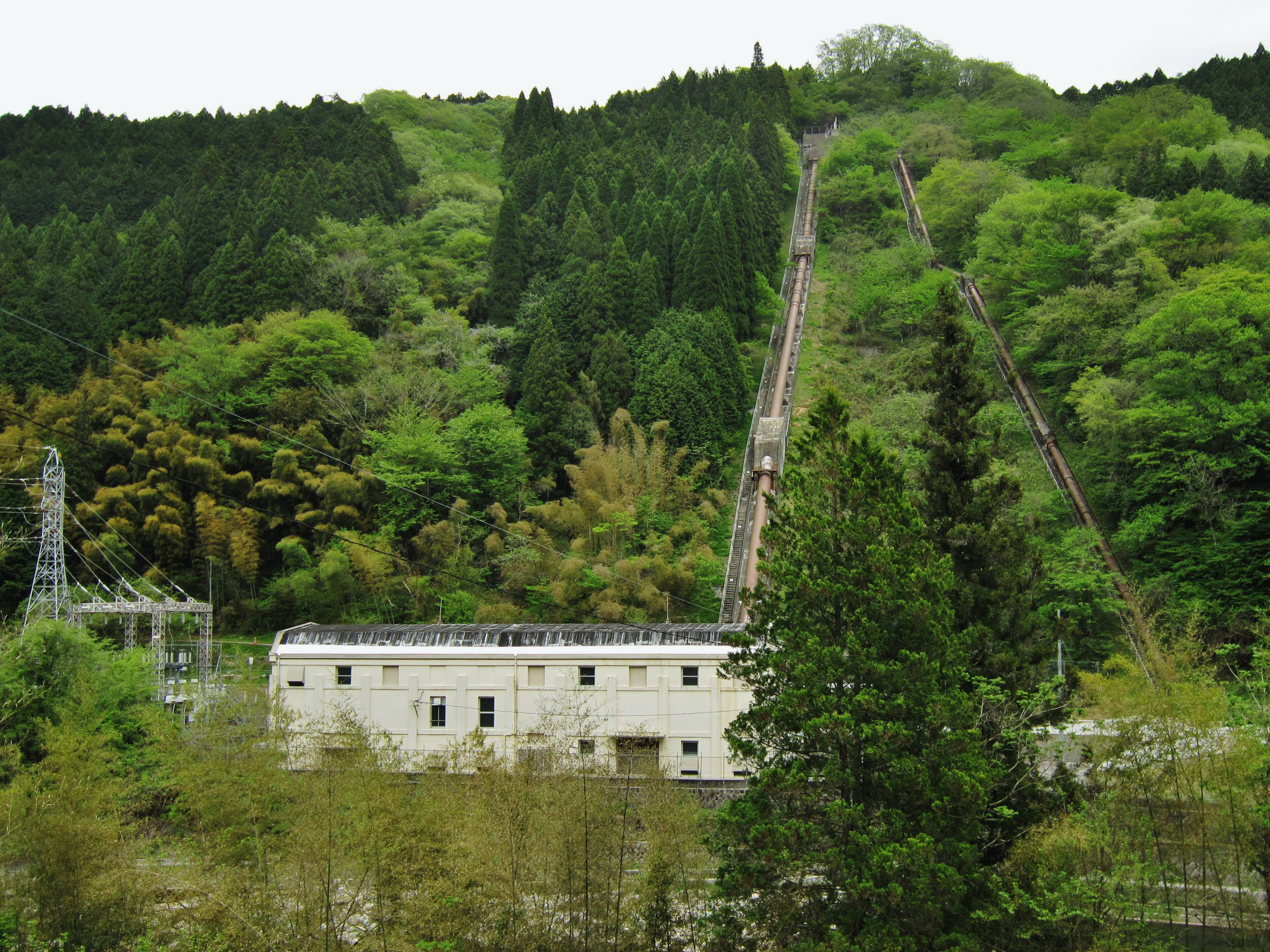
押山発電所（2012年）

愛知県側で最初の発電所は押山発電所である。「第二水力」として水利権を得た地点にあたり、1921年10月4日着工、翌1922年（大正11年）6月20日に竣工した。
発電所は根羽川左岸、愛知県北設楽郡稲橋村大字押山（現・豊田市押山町）に位置し、上流側の大字大野瀬（現・同市大野瀬町）において堰堤にて取水する。完成後の1924年（大正13年）9月に取水量を当初の1.3倍に増加する許可を得ている。主要設備はフランシス水車および3,600 kW発電機各1台（製造者は下村発電所に同じ）を備える。発電所出力は当初2,500 kWであったが、1924年11月に3,200 kWへと引き上げられた。
発電所竣工と同時に下村発電所・釜井開閉所間の既設送電線が延長され、押山発電所から岡崎変電所へ至る77 kV送電線として整備された。さらに1922年8月には、岡崎変電所から名古屋市南区笠寺町の名古屋変電所へ至る33 kV送電線も完成している。

### 真弓発電所

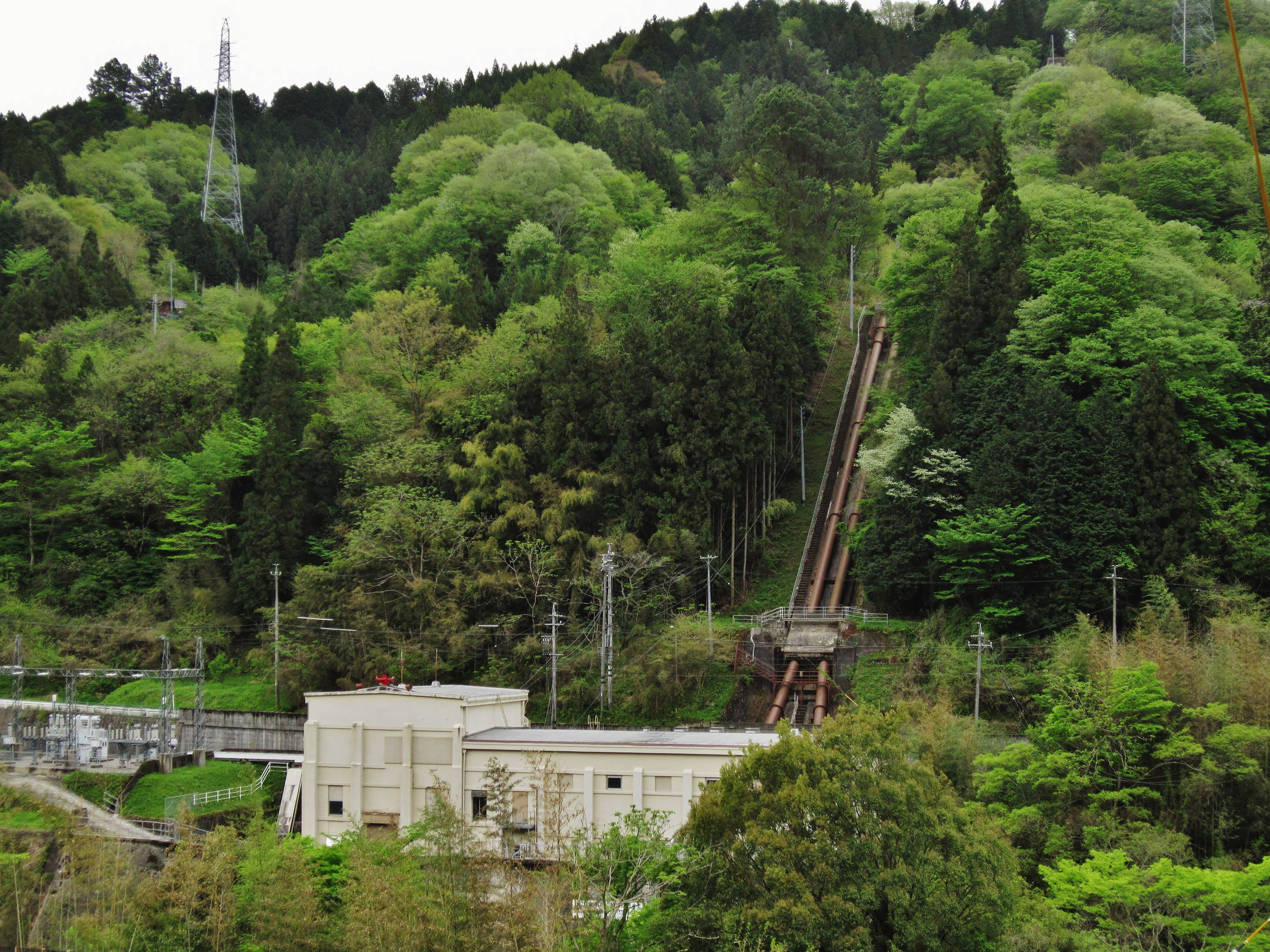
真弓発電所（2012年）

愛知県側2番目の発電所は真弓発電所である。「第一水力」として水利権を得た地点にあたり、1922年1月21日着工、水車・発電機2台のうち1台が1923年（大正12年）4月4日に竣工し、同年6月13日に残りも完成した。
発電所は矢作川本流左岸、愛知県北設楽郡武節村大字川手（現・豊田市川手町）に位置する。取水堰堤は武節村大字桑原（現・同市桑原町）にあり、本流ではなく名倉川から取水している。主要設備はフォイト製ペルトン水車およびシーメンス製2,550 kW発電機各2台で、発電所出力は最大5,100 kW・常時2,200 kWである。
発生電力は押山岡崎間77 kV送電線によって送電される。また一部完成と同時に押山岡崎間の途中にあたる松平開閉所から名古屋変電所へ至る77 kV送電線が新設された。

### 上村発電所

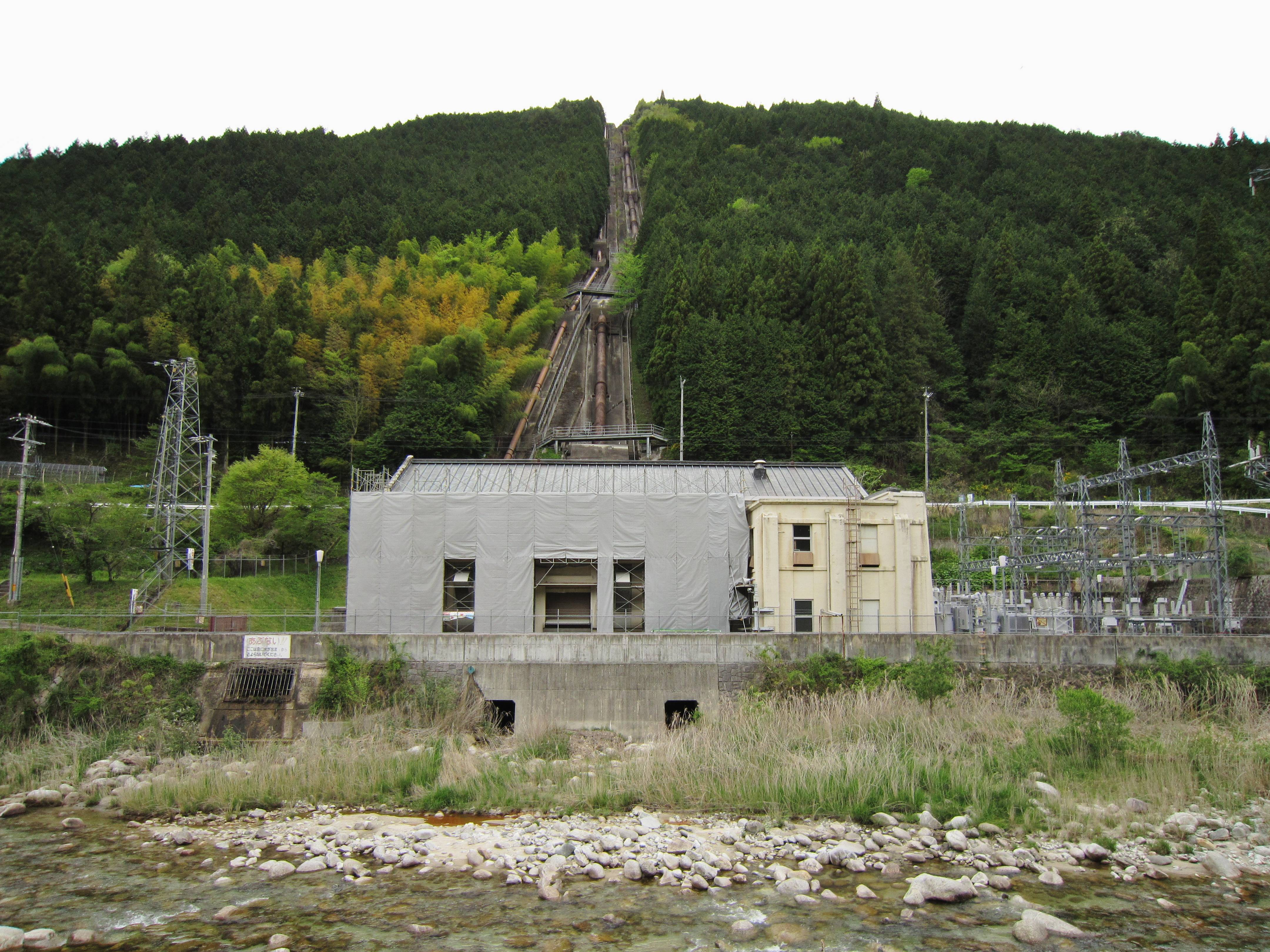
上村発電所（2012年）

矢作水力が矢作川水系に設置した発電所の中で最大のものが上村発電所である。「第三水力」として水利権を得た地点にあたり、当初計画では下村発電所に続き着工される予定であったが、鉄価高騰や戦後恐慌などの影響で後回しとなり、1922年6月に準備工事着手、1925年（大正14年）11月26日竣工となった。
発電所は上村川右岸、岐阜県恵那郡上村に位置する。取水口から発電所までの間のうち、水路終端付近と上部水槽の部分が拡大され調整池兼用となっており、渇水時における発電力調節に用いられる。発電所は主要設備はボービング（スウェーデン）製ペルトン水車およびゼネラル・エレクトリック製4,800 kW発電機各2台。発電所出力は当初8,600 kW、1930年（昭和5年）9月以降は9,600 kWである。送電線は下村発電所との間を連絡する77 kV送電線が建設された。
資金面では、真弓発電所までの建設で会社設立時に設定された資本金の払込金徴収が全額完了していたことから、上村発電所以降の建設のため1923年12月26日の株主総会で625万円の増資を決議し資本金を1200万円としている。

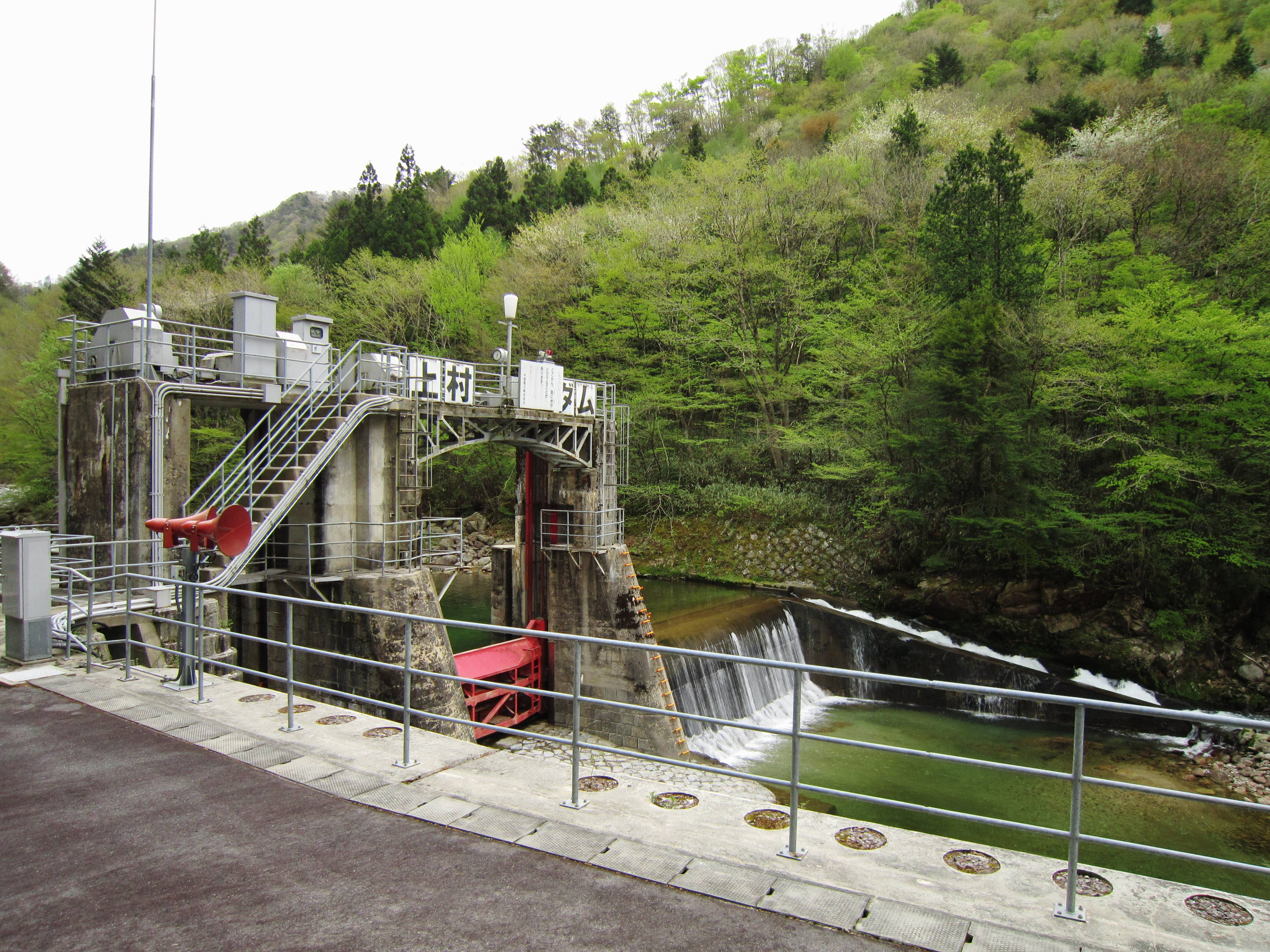
上村発電所取水堰（2012年）
福澤桃介の胸像（2012年）[注釈 1]

### 島発電所

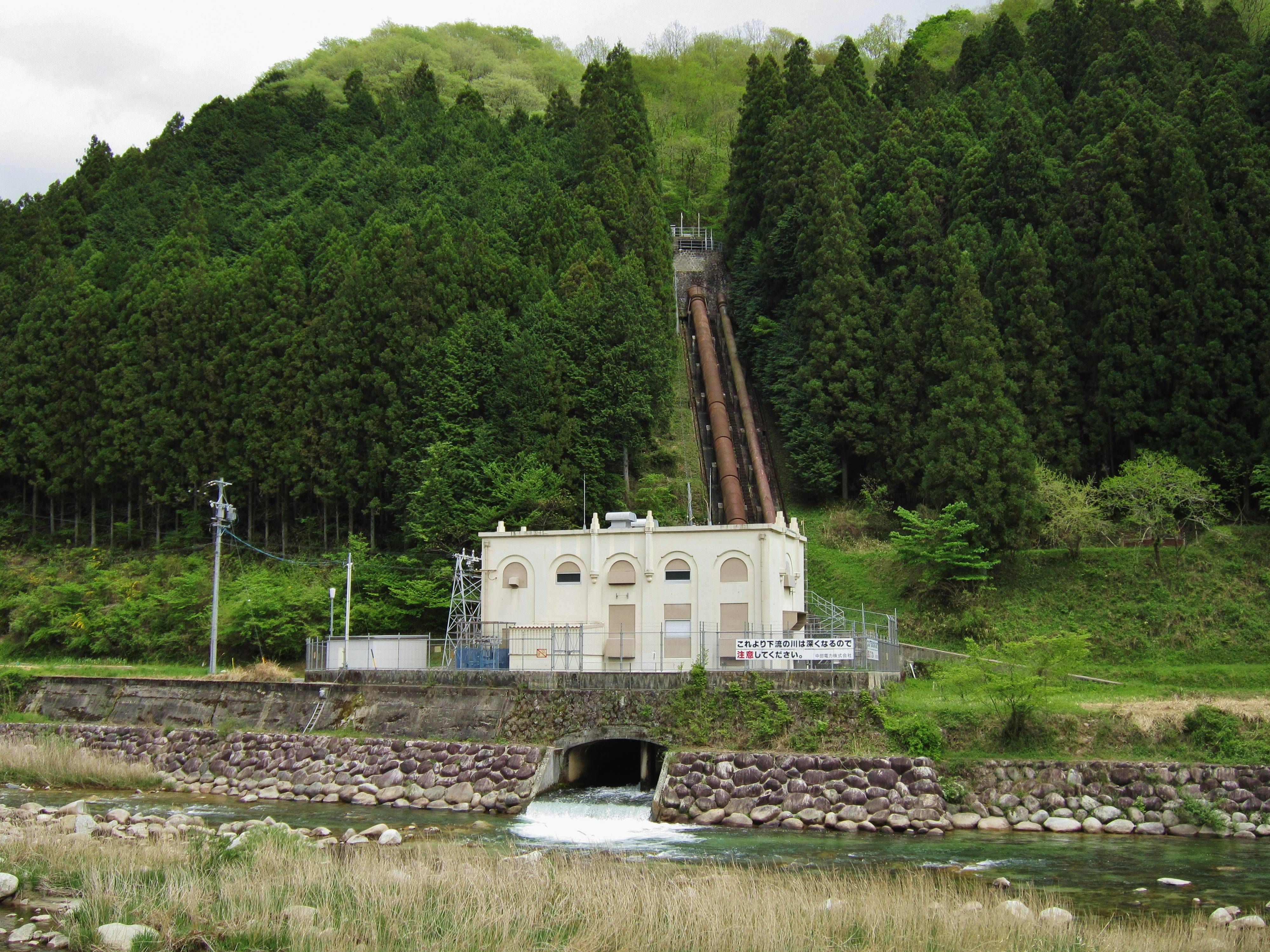
島発電所（2012年）

1918年に「第六水力」とともに水利権を追加出願した上村川の「第五水力」は、設計変更のため手間取り1925年12月にようやく水利権許可を得た。これを開発したのが島発電所で、1927年（昭和2年）3月着工、同年11月24日に竣工した。
発電所は上村川左岸、恵那郡上村に位置する。取水位置は上村発電所の約220メートル下流、発電所は下村発電所取水口の約270メートル上流にある。運転操作を上村発電所にて行う自動式発電所で、主要設備は日立製作所製のフランシス水車および1,600 kW発電機各1台を備える。出力は最大1,600 kW・常時450 kWで、発生電力は一旦上村発電所へ送電される。

### 黒田貯水池・黒田発電所

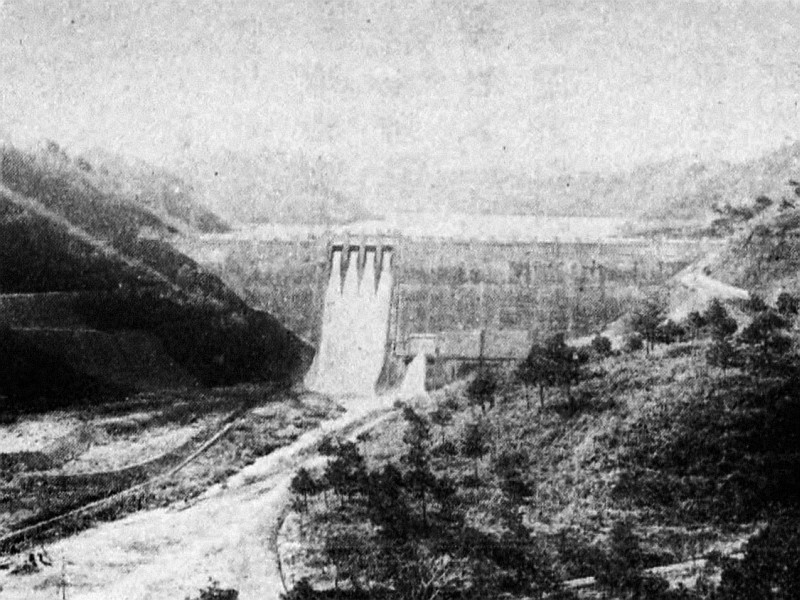
矢作水力時代の黒田ダム

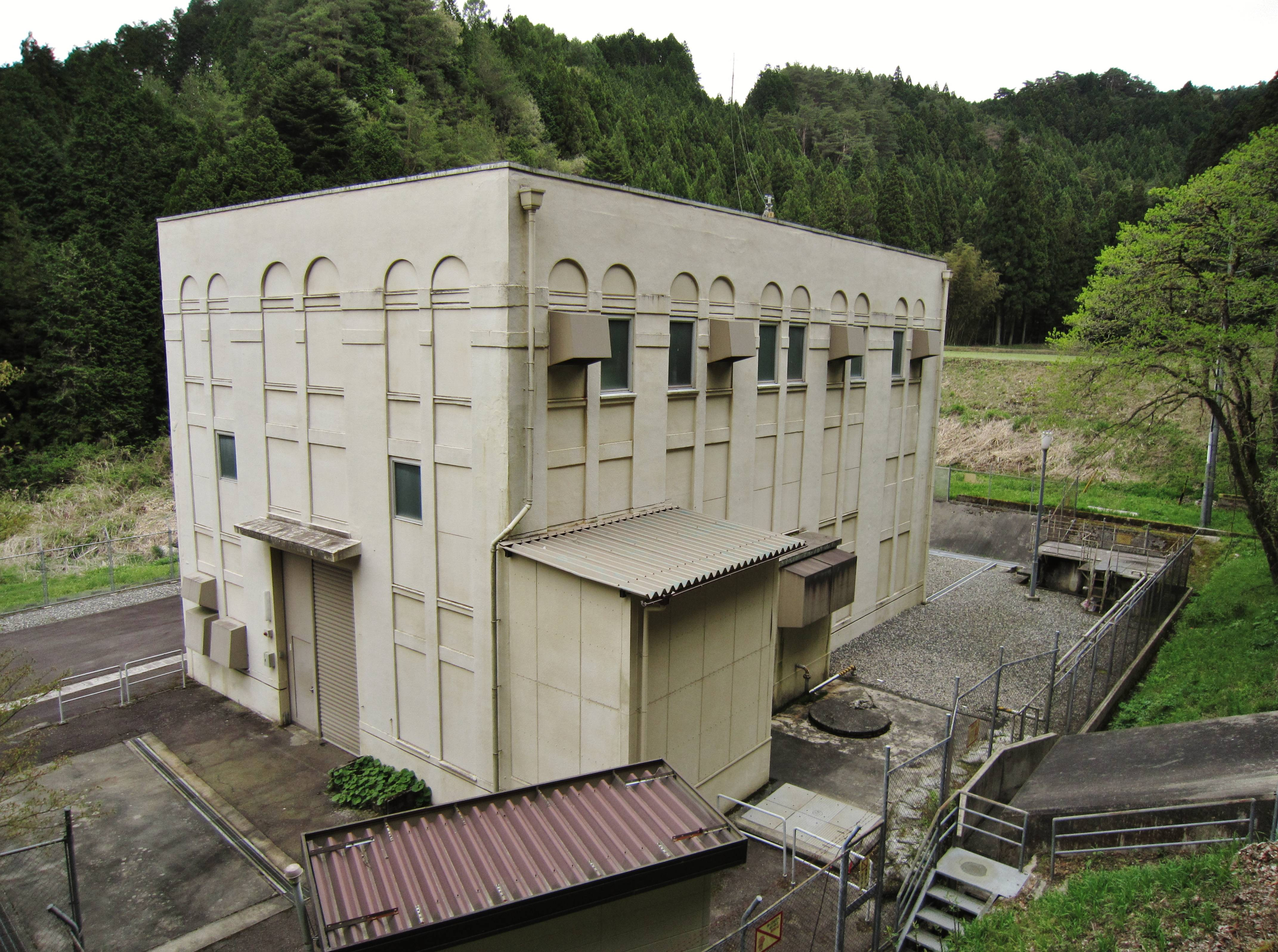
黒田発電所（2012年）

矢作水力では、名倉川支流黒田川を愛知県北設楽郡武節村大字黒田（現・豊田市黒田町）においてせき止めて貯水池を設ける計画を立て、1925年6月に貯水池設置を出願、1929年（昭和4年）3月認可を得た。
この貯水池は冬季・夏季の渇水時に放水し、下流にある真弓発電所の水量を補充することを目的とする。黒田川をせき止める黒田ダムは1932年（昭和7年）4月に着工され、翌1933年（昭和8年）9月に竣工した。基礎岩盤上高さ（頂高）35メートル、頂長150メートルの重力式コンクリートダムであり、総貯水量450万立方メートルの渇水補給用貯水池を形成する。
黒田ダムからの放水は、下流の取水堰で改めて取水され黒田発電所へと送られる。同発電所はダム完成に続いて1934年（昭和9年）7月に運転を開始した。発電所出力は3,100 kW。発電設備として電業社製ペルトン水車・芝浦製作所製発電機各1台を備える。

### 名古屋火力発電所

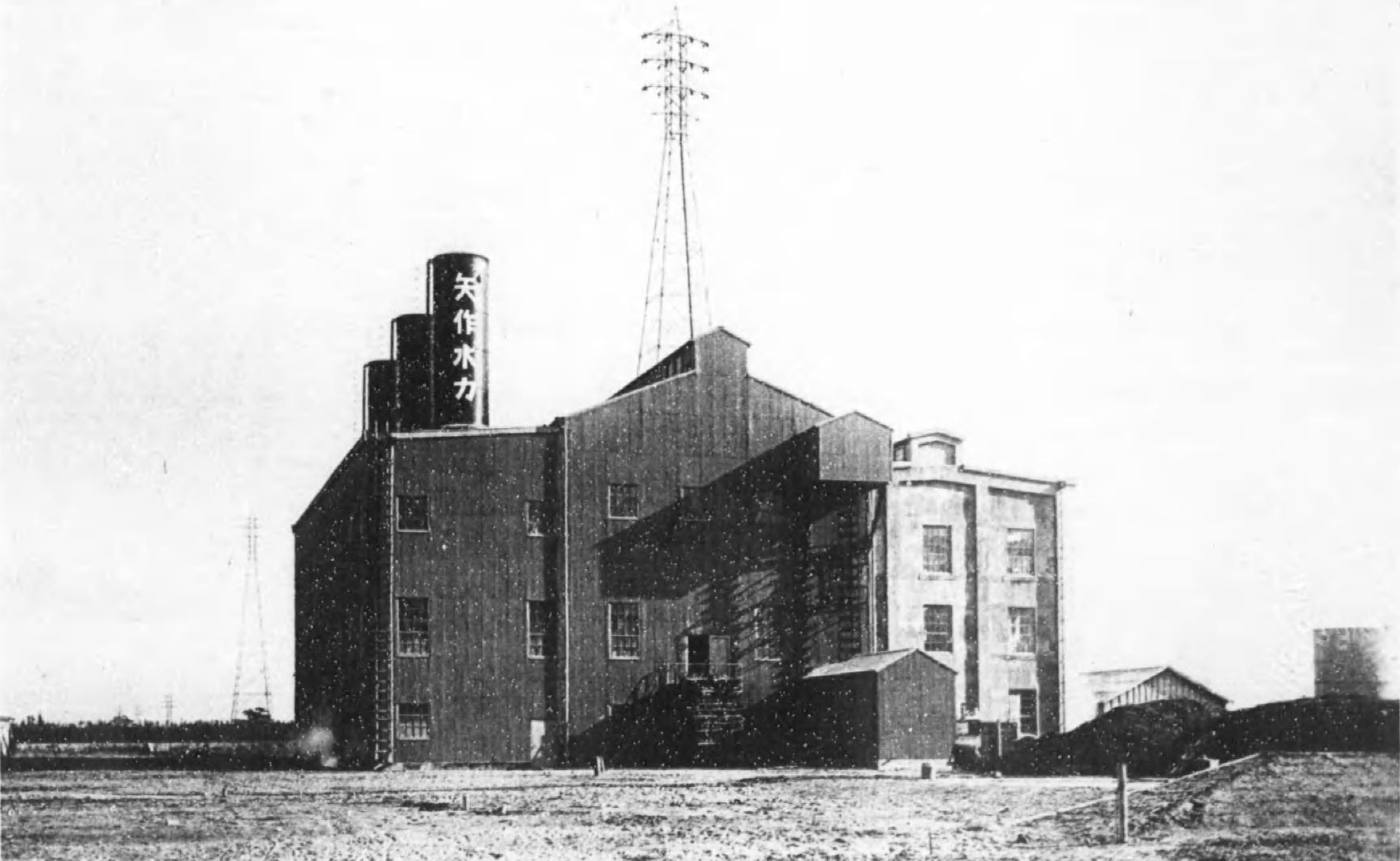
名古屋火力発電所

設立以来矢作川での水力開発にあたってきた矢作水力であったが、水力に傾注した開発の結果、発電力の季節変動という問題を抱えた。そのため渇水期には大同電力からの受電で補給して季節変動を一部は抑えていたが、1920年代後半になると季節変動の差分（特殊電力）をそのまま販売するのが困難になった。季節変動をすべて解消するには補給電力の増強が必要であるため、物価低落の折でもあることから自社での補給用発電所を検討するに至る。水力・火力検討の結果、名古屋港埋立地である名古屋市港区昭和町における火力発電所新設を決定した。
この名古屋火力発電所は1927年（昭和2年）8月に起工され、翌1928年（昭和3年）11月18日に竣工した。発電所出力は14,000 kW。三菱重工業神戸造船所の蒸気タービン1台に三菱電機製の発電機を2台直結した形の7,000 kWタービン発電機を2組備える。送電線は名古屋変電所との間に繋いでいる。
運転開始以後、名古屋火力発電所の出力は14,000 kWから増加することなく推移した。ただし火力電源の増強自体は、中部地方の主要電力会社の連合で1936年に設立された中部共同火力発電に矢作水力も出資し、1939年（昭和14年）1月港区に同社の名港火力発電所が完成するとその発生電力を一部引き受ける、という形でその後も実施されている。

### 矢作川水系の発電所一覧
上に挙げた矢作川水系の水力発電所ならびに関連する火力発電所を一覧表に纏めると以下の通りとなる。
発電所は下記#電力国家管理と解散にある通り、名古屋火力発電所は1939年4月、それ以外の水力発電所8か所は1942年4月にいずれも日本発送電へと出資された。同社によって廃止された名古屋火力発電所を除き、1951年の電気事業再編成以後は中部電力（中電）に属する。
| 発電所名 | 発電所名   | 出力 (kW)    | 所在地・河川名                                                  | 運転開始   | 備考                                       |
| -------- | ---------- | ------------ | --------------------------------------------------------------- | ---------- | ------------------------------------------ |
| 1        | 飯田洞     | 630          | 岐阜県恵那郡上村（現・恵那市） （河川名：矢作川水系飯田洞川）   | 1921年10月 | 現・中電飯田洞発電所                       |
| 2        | 上村       | 8,600 →9,600 | 岐阜県恵那郡上村（現・恵那市） （河川名：矢作川水系上村川）     | 1925年11月 | 1930年9月出力増 現・中電上村発電所         |
| 3        | 島         | 1,600        | 岐阜県恵那郡上村（現・恵那市） （河川名：矢作川水系上村川）     | 1927年12月 | 現・中電島発電所                           |
| 4        | 下村       | 4,200        | 岐阜県恵那郡下原田村（現・恵那市） （河川名：矢作川水系上村川） | 1920年12月 | 現・中電下村発電所                         |
| 5        | 押山       | 2,500 →3,200 | 愛知県北設楽郡稲橋村（現・豊田市） （河川名：矢作川水系根羽川） | 1922年7月  | 1924年11月出力増 現・中電押山発電所        |
| 6        | 黒田       | 3,100        | 愛知県北設楽郡武節村（現・豊田市） （河川名：名倉川支流黒田川） | 1934年7月  | 現・中電黒田発電所                         |
| 7        | 真弓       | 5,100        | 愛知県北設楽郡武節村（現・豊田市） （河川名：矢作川水系名倉川） | 1923年4月  | 現・中電真弓発電所                         |
| 8        | 名古屋火力 | 14,000       | 名古屋市港区昭和町                                              | 1928年11月 | 1939年4月名古屋東火力に改称 1939年12月廃止 |

## 天竜川水系への進出
以下、沿革のうち天竜川水系における電源開発の推移について詳述する。

### 立石発電所の建設

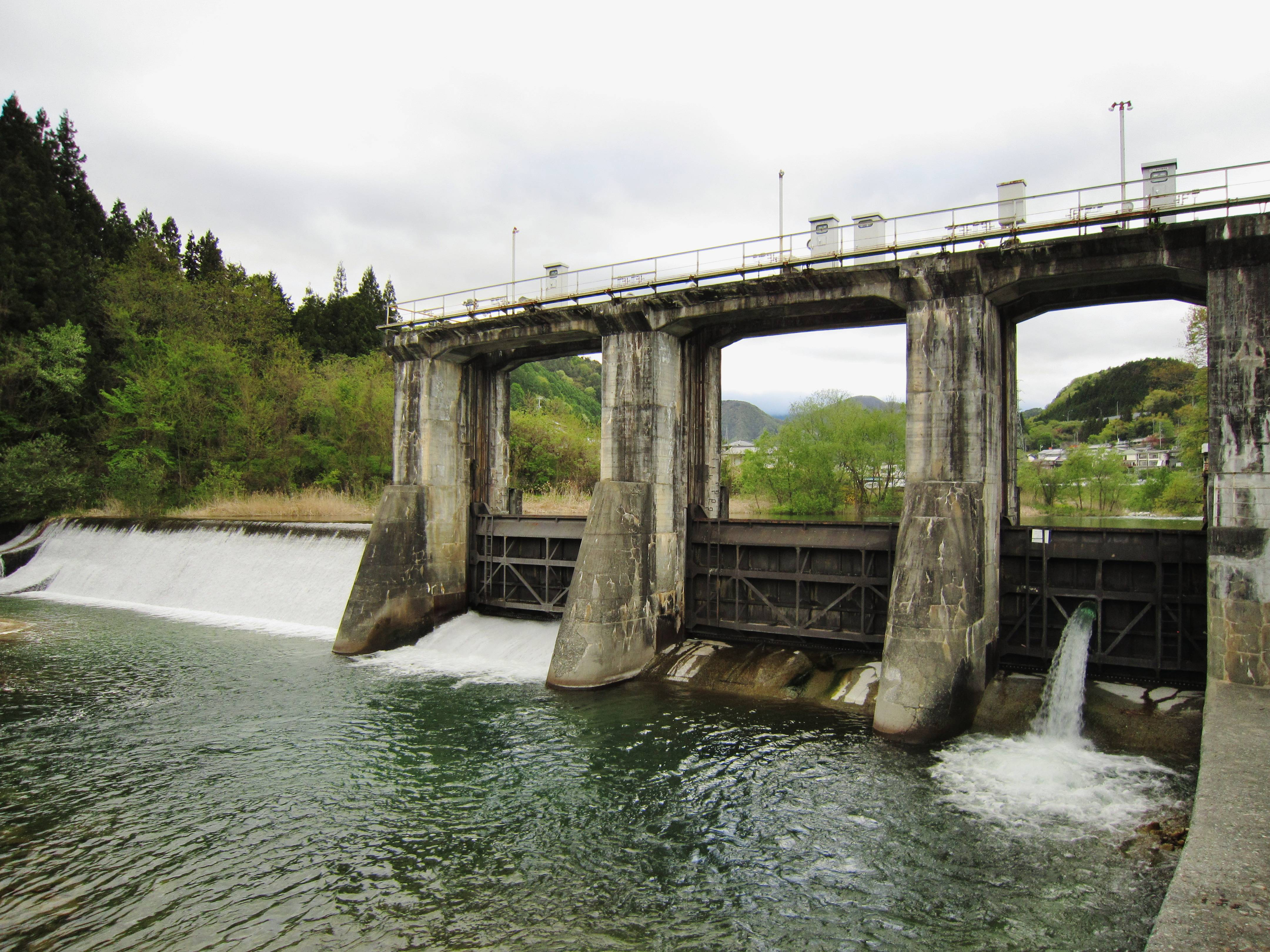
三穂（旧・立石）発電所取水堰（2012年）

矢作水力では、矢作川水系と分水嶺を挟んで向かい合う天竜川水系和知野川とその支流売木川に目をつけて1919年に水利権を申請していたが、その北方にある天竜川水系阿知川にても南信電力株式会社を通じて開発を図った。
この南信電力は「南信電気工業」の名で発起され、1917年（大正6年）3月に阿知川で最も有利な長野県下伊那郡三穂村大字立石（現・飯田市立石）に位置する立石地点の水利権を申請。1922年（大正11年）11月その水利権を得たことから、翌1923年（大正12年）5月18日に南信電力株式会社の設立に至った。資本金100万円のうち3分の1を矢作水力が出資し、工事の実施・設計も矢作水力に委任されるなど設立時から密接な関係を持った。その後合併の話がまとまり、1927年（昭和2年）10月1日付で合併が成立、「立石水力」の水利権も矢作水力に引き継がれた。なお合併に伴い矢作水力の資本金は90万円増加し1290万円となっている。
そして立石発電所は1930年（昭和5年）3月に運転開始に至った。発電所出力は5,400 kW（1937年6月以降は6,000 kW）。発電設備は日立製作所製のフランシス水車・発電機各2台で、送電線は上村発電所との間を連絡する77 kV線が建設された。

### 天竜川電力の合併

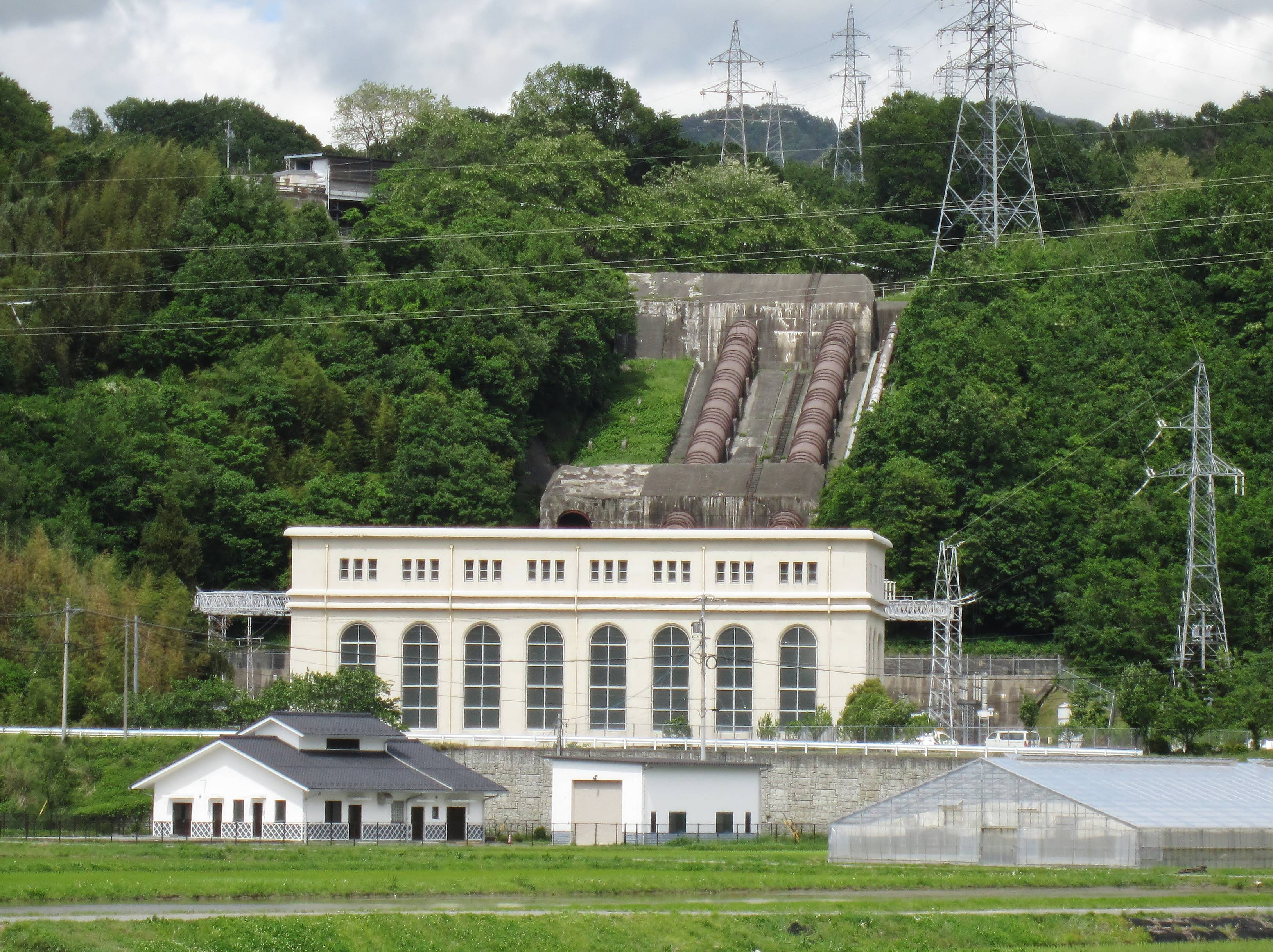
南向発電所（2011年）

1928年（昭和3年）4月、矢作水力では初代社長の井上角五郎が引退し、相談役福澤桃介の長男で1922年4月から副社長を務めていた福澤駒吉が2代目社長に就任していた。駒吉の社長昇格と、阿知川での電源開発参入を機に、同じく駒吉が社長を務め、天竜川本流での電源開発を手掛ける天竜川電力株式会社との合併計画が浮上する。同社は大手電力会社大同電力の関係会社であり、天竜川開発を目的に1926年3月資本金5000万円で設立。大久保・南向両発電所（長野県）を建設し、大同電力へ送電していた。
1931年（昭和6年）3月、矢作水力と天竜川電力との間で合併契約が締結された。資本金1290万円の矢作水力に対し天竜川電力の資本金は5000万円であり天竜川電力の方が大規模であったが（払込資本金額も同様）、合併比率は1対1（対等合併）、存続会社は矢作水力側とされた。また合併と同時に矢作水力は8月末時点の株主に対し持株2株につき1株の割合で優先株式（12年間年率12パーセントを配当）を交付する、という形の増資も実施し、資本金を6935万円に引き上げている。この優先株式発行は、矢作水力の方が会社内容で優れていたが合併比率は1対1となったので、これによって生ずる矢作水力側の株主の不利を補うためのものであった。同年11月17日、矢作水力にて合併報告総会が開かれ天竜川電力の合併手続きが完了した。
南向発電所は送電電圧154 kVの大同電力東京送電線の起点（終点は横浜市内の東京変電所）であり、矢作水力への合併後も引き続き大同電力への供給が続いた。南向発電所における大同電力への供給は、1937年末時点で25,520 kWであった。

### 泰阜発電所の建設

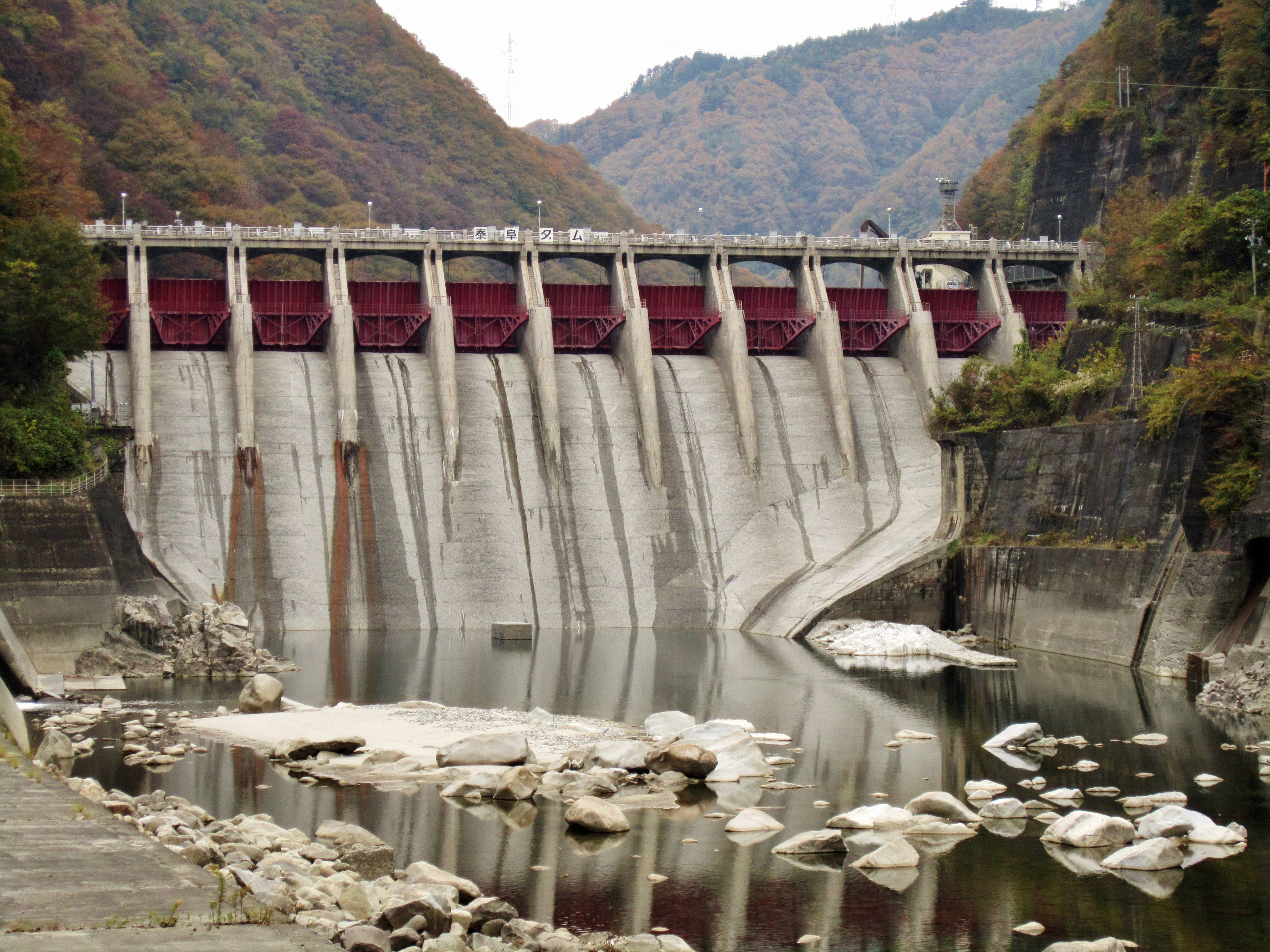
泰阜ダム（2011年）

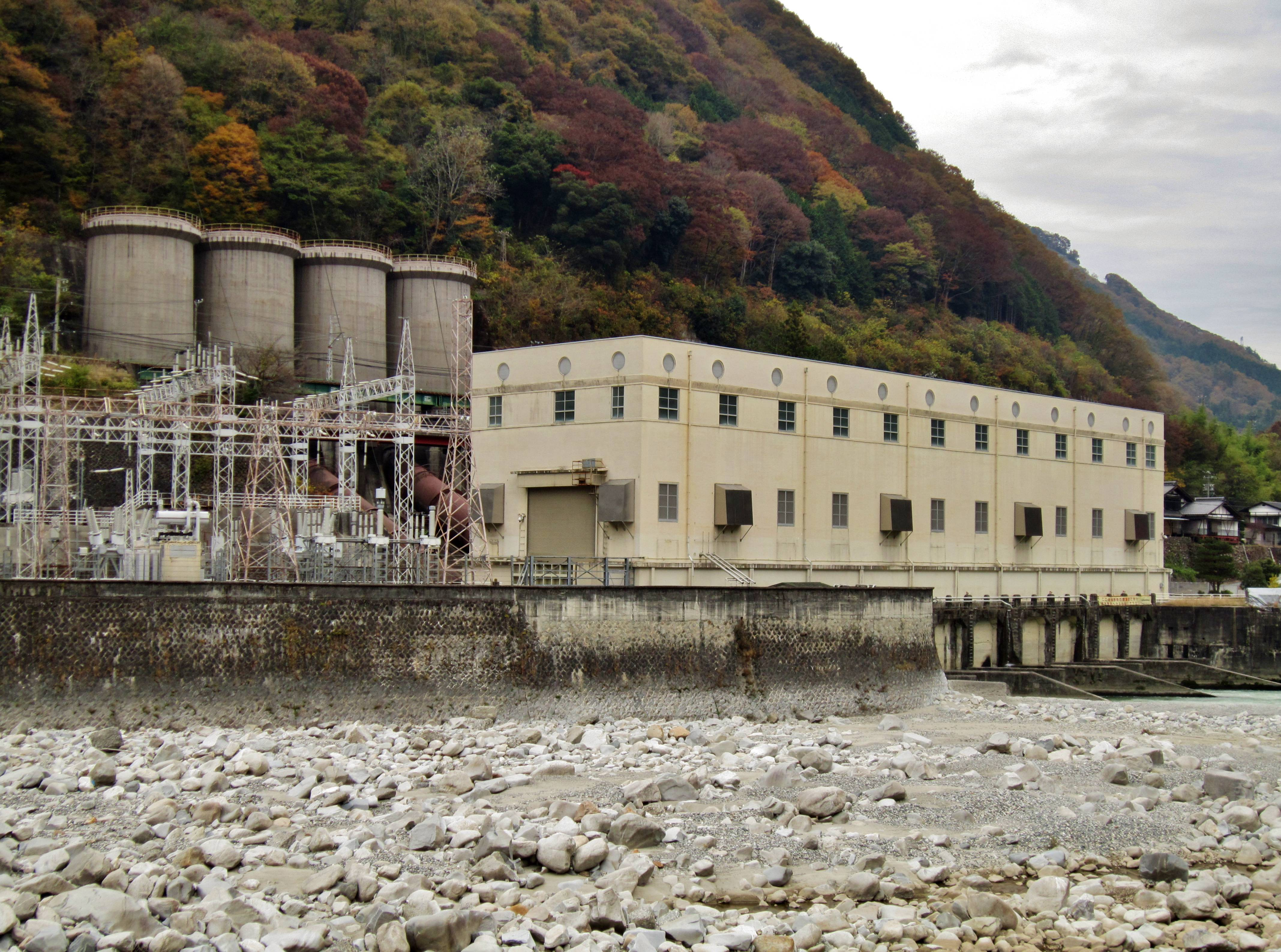
泰阜発電所（2011年）

旧天竜川電力は天竜川本流に計9地点の水利権を許可されており、水利権申請段階の計画では第一期工事として大久保・南向両発電所を建設し、続く第二期工事で上流側から6番目にあたる長野県下伊那郡泰阜（やすおか）村の「第六水力」の開発にあたる予定であった。天竜川電力を合併した矢作水力では、ただちに第六水力の開発すなわち泰阜発電所の建設に着手し、1932年（昭和7年）2月には計画変更ならびに工事実施認可を取得。そして同年11月に着工した。
泰阜発電所は天竜川水系最初のダム水路式発電所であり、発電所出力も当時中部地方第3位に食い込む52,500 kWと大規模であった。取水元の泰阜ダムは天竜川を横断する形で築造された、頂高50メートル・頂長143メートルという規模の重力式コンクリートダムである。発電所は1936年（昭和11年）1月、1号機の完成により運転を開始する。次いで同年4月には残余工事も完成して52,500 kWでの運転が始まった。発電設備は電業社製フランシス水車および芝浦製作所発電機各4台を設置。東西両方向に送電できるよう大久保・南向両発電所と同様に発生電力の周波数を50ヘルツ・60ヘルツの双方に設定可能な設計とされた。
送電設備については、名古屋近郊の日進に新設された日進変電所へと至る送電電圧154 kVの泰阜日進線（下記#154kV送電線の新設参照）が建設された。

### 和知野川での発電所建設

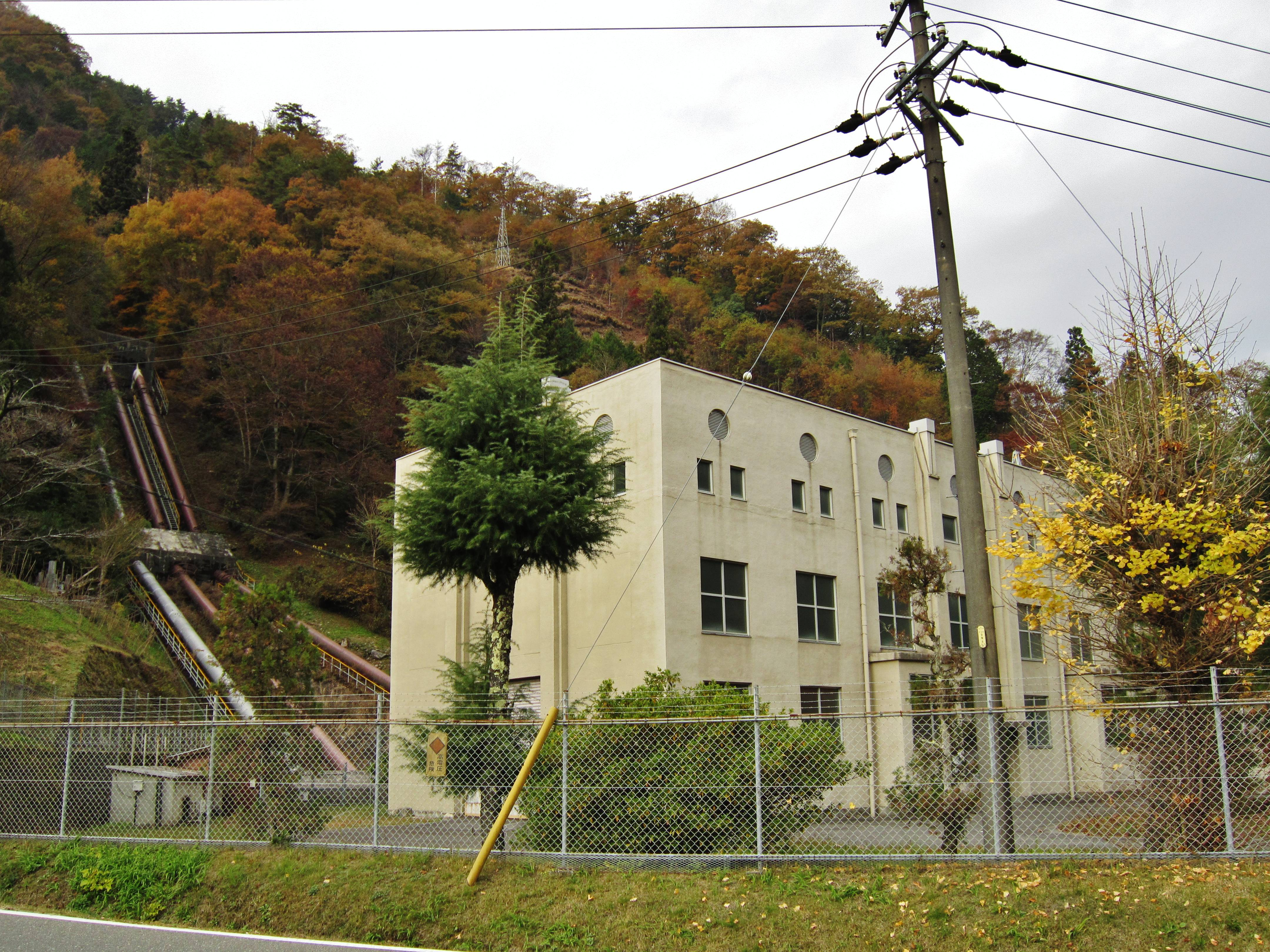
豊発電所（2011年）

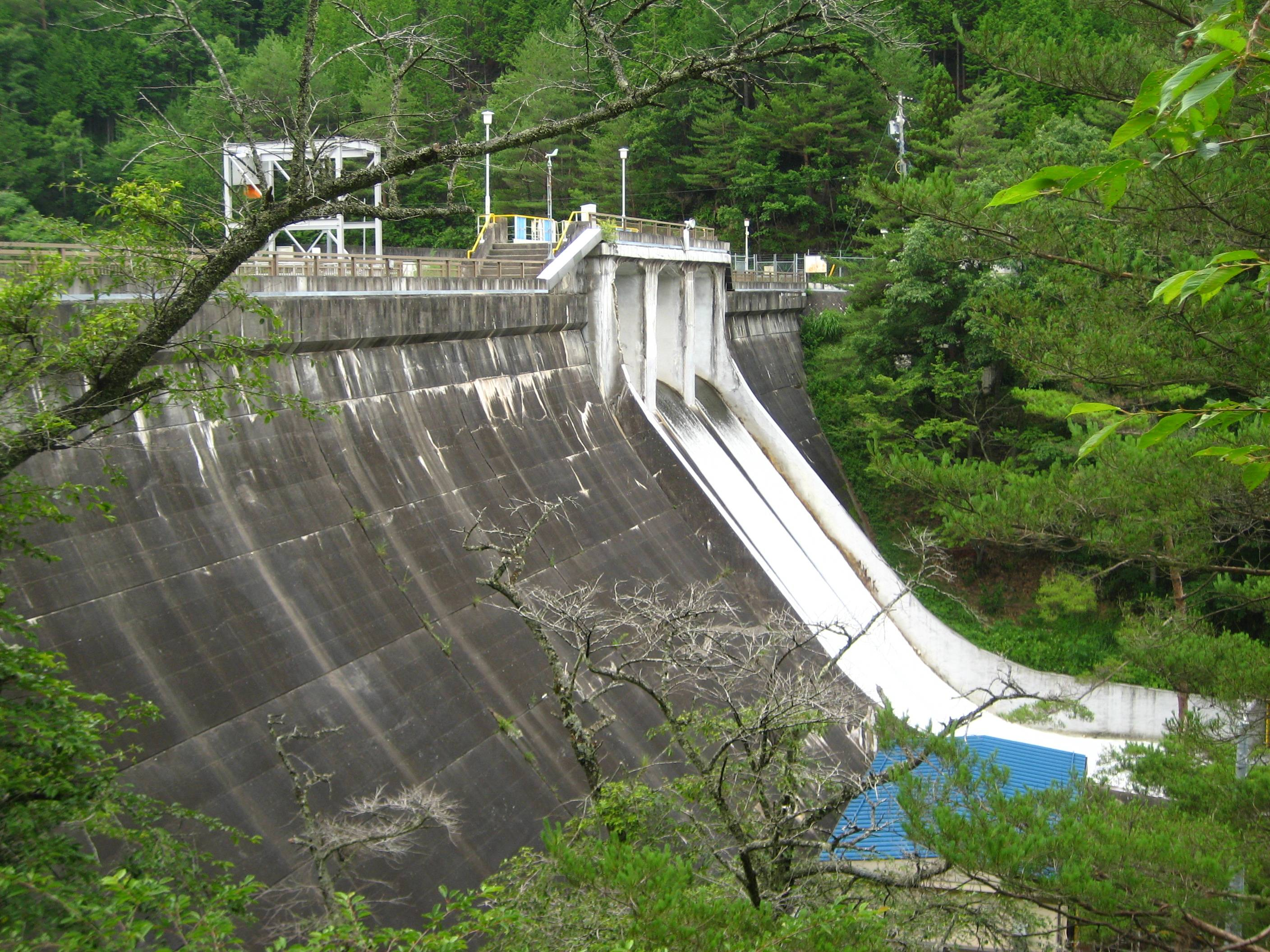
岩倉ダム（2007年）

泰阜発電所の運転開始後、矢作水力では同じ長野県内にて立て続けに水力発電所を完成させた。1936年12月に豊発電所（出力13,600 kW）、翌1937年（昭和12年）12月に和合発電所（出力3,000 kW）、1939年（昭和14年）12月に和知野発電所（出力6,400 kW）がそれぞれ運転を開始したのである。
3か所とも天竜川水系和知野川の発電所であり、上流側から和合発電所・豊発電所・和知野発電所の順に建設された。最上流の和合発電所は下伊那郡浪合村（現・阿智村浪合）にて取水し、約3.7キロメートルの導水路を経て豊村和合（現・阿南町和合）にて発電。豊発電所も和合地内にあり、支流売木川との合流点の上流側にて売木川からの取水もあわせて発電する。最下流の和知野発電所では売木川合流点に取水堰を設け、約3.4キロメートルの水路で大下条村（現・阿南町南條）の発電所へ導水して発電する。発電設備は日立製作所製で揃えられており、和知野はフランシス水車・発電機各1台、豊はペルトン水車・発電機各2台、和合はペルトン水車・発電機各1台をそれぞれ備えた。
豊発電所に関連して、売木川支流の岩倉川には岩倉ダムが建設された。高さ25メートル・幅（堤長）100.6メートルのダムであり、総貯水量41万2800立方メートルの貯水池を形成する。渇水期に放流することで別個に設けられた売木川取水堰（丸畑堰堤）の水量を補給するという役目を持つ。ダムは発電所に続き1937年ごろに竣工したとみられるが詳細は不明である。

### 154kV送電線の新設

1939年末時点での送電系統図（矢作・天竜川系統）

前述の通り、泰阜発電所を起点とする送電線に名古屋近郊の日進変電所へと至る「泰阜日進線」が存在した。矢作水力社内では唯一となる送電電圧154 kVの送電線であり、亘長は86.4キロメートル。泰阜発電所と同じく1936年1月使用開始となった。終端の日進変電所には、名古屋火力発電所と連絡する77 kV送電線、松平名古屋線（松平開閉所 - 名古屋変電所間）に接続する77 kV送電線の2路線が接続し、さらに大同電力の名古屋郊外を通過する送電線も引き込まれており、泰阜発電所から送電された電気は日進変電所で77 kVに降圧された上で、大同電力へと売電されるか、自社送電線に連系されて名古屋方面への供給に充てられた。
泰阜日進線には、豊発電所とを結ぶ154 kV送電線「豊支線」も接続した。また泰阜・豊両発電所に関連して、南向・立石・和知野・泰阜各発電所を連絡する線、和合発電所と豊発電所を結ぶ線（いずれも22 kV送電線）も存在した。

### 天竜川水系の発電所一覧
上に挙げた天竜川水系の水力発電所を一覧表に纏めると以下の通りとなる。
各発電所は下記#電力国家管理と解散にある通り、立石発電所のみ1942年4月、それ以外の6か所は1941年10月にいずれも日本発送電へと出資された。1951年の電気事業再編成以後はすべて中部電力（中電）に属する。
| 発電所名 | 発電所名 | 出力 (kW)    | 所在地・河川名                                                      | 運転開始       | 備考                                  |
| -------- | -------- | ------------ | ------------------------------------------------------------------- | -------------- | ------------------------------------- |
| 10       | 大久保   | 1,500        | 長野県上伊那郡伊那村（現・駒ヶ根市） （河川名：天竜川）             | （1927年10月） | 天竜川電力が建設 現・中電大久保発電所 |
| 11       | 南向     | 24,100       | 長野県上伊那郡南向村（現・中川村） （河川名：天竜川）               | （1929年2月）  | 天竜川電力が建設 現・中電南向発電所   |
| 12       | 立石     | 5,400 →6,000 | 長野県下伊那郡三穂村（現・飯田市） （河川名：天竜川水系阿知川）     | 1930年3月      | 1937年6月出力増 現・中電三穂発電所    |
| 13       | 泰阜     | 52,500       | 長野県下伊那郡泰阜村 （河川名：天竜川）                             | 1936年1月      | 現・中電泰阜発電所                    |
| 14       | 和合     | 3,000        | 長野県下伊那郡豊村（現・阿南町） （河川名：和知野川〈浪合川〉）     | 1937年12月     | 現・中電和合発電所                    |
| 15       | 豊       | 13,600       | 長野県下伊那郡豊村（現・阿南町） （河川名：和知野川〈和合川〉）     | 1936年12月     | 現・中電豊発電所                      |
| 16       | 和知野   | 6,400        | 長野県下伊那郡大下条村（現・阿南町） （河川名：天竜川水系和知野川） | 1939年12月     | 現・中電和知野発電所                  |

## 北陸地方への進出
以下、沿革のうち北陸地方における電源開発の推移について詳述する。

### 白山水力の合併

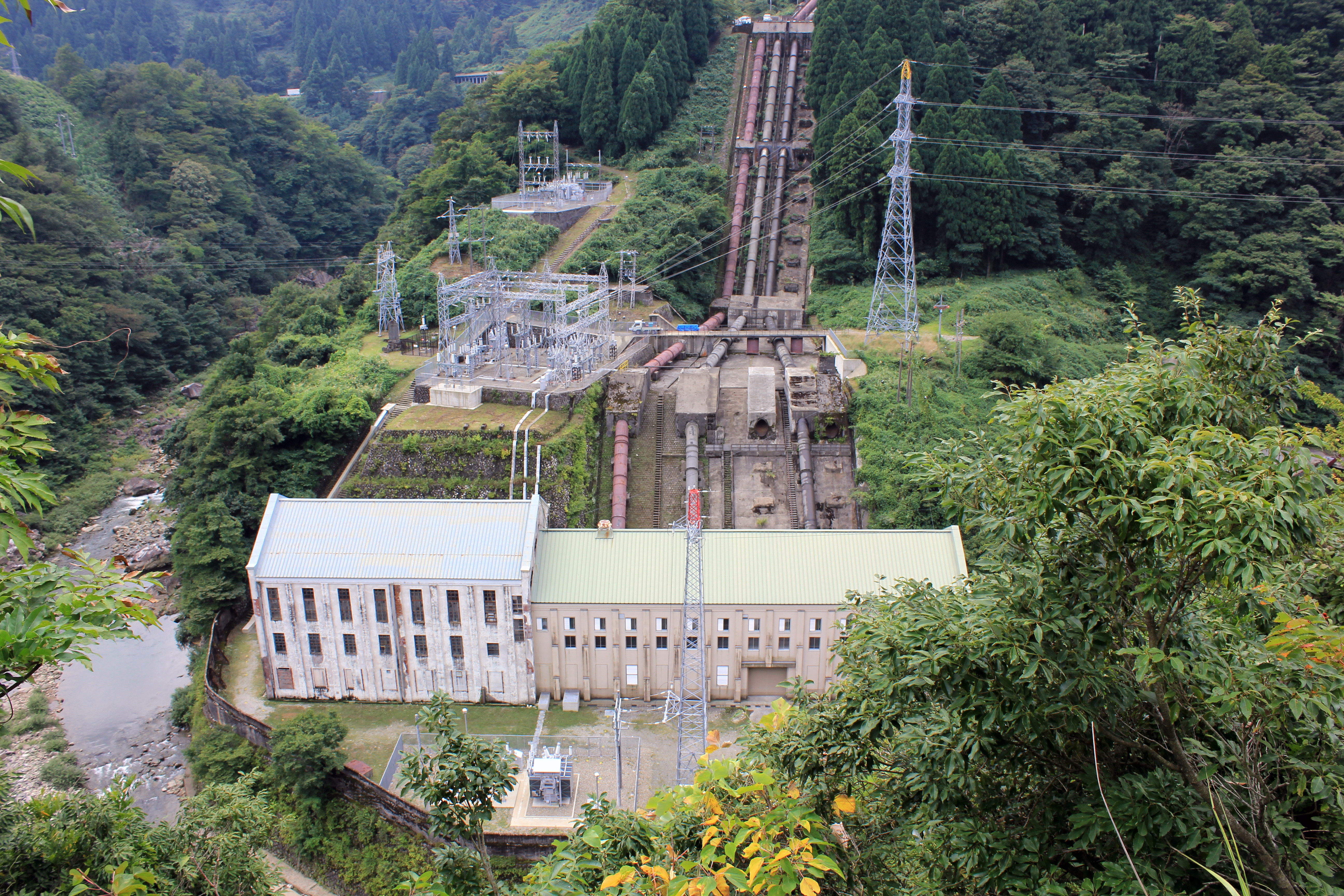
白山水力が建設した西勝原第一発電所（2012年）

1933年（昭和8年）2月28日、矢作水力は白山水力株式会社を合併した。この白山水力は1919年（大正8年）6月に発足した電力会社で、同時期設立の矢作水力と同様、福澤桃介が相談役に座る福澤系の会社であった。社名にある白山を水源とする河川での電源開発、すなわち北陸地方での発電所建設を目的としており、1923年（大正12年）から1928年（昭和3年）にかけて、九頭竜川（福井県）に2か所、手取川水系（石川県）に2か所の水力発電所を完成させていた。これらの発生電力は主として東海地方の東邦電力へと供給された。
合併時、白山水力の資本金は2000万円であったが、業績の差から矢作水力との合併比率は白山水力10株につき矢作水力新株7.5株とされたため、矢作水力側の増資幅は1500万円に抑えられ合併後の資本金は8435万円となった。合併時白山水力の社長であった成瀬正忠（銀行家成瀬正恭の弟）は矢作水力の副社長に転じ、その後1940年（昭和15年）10月になって第2代社長の福澤駒吉が会長に昇格すると第3代社長に就任している。

### 尾口発電所の建設

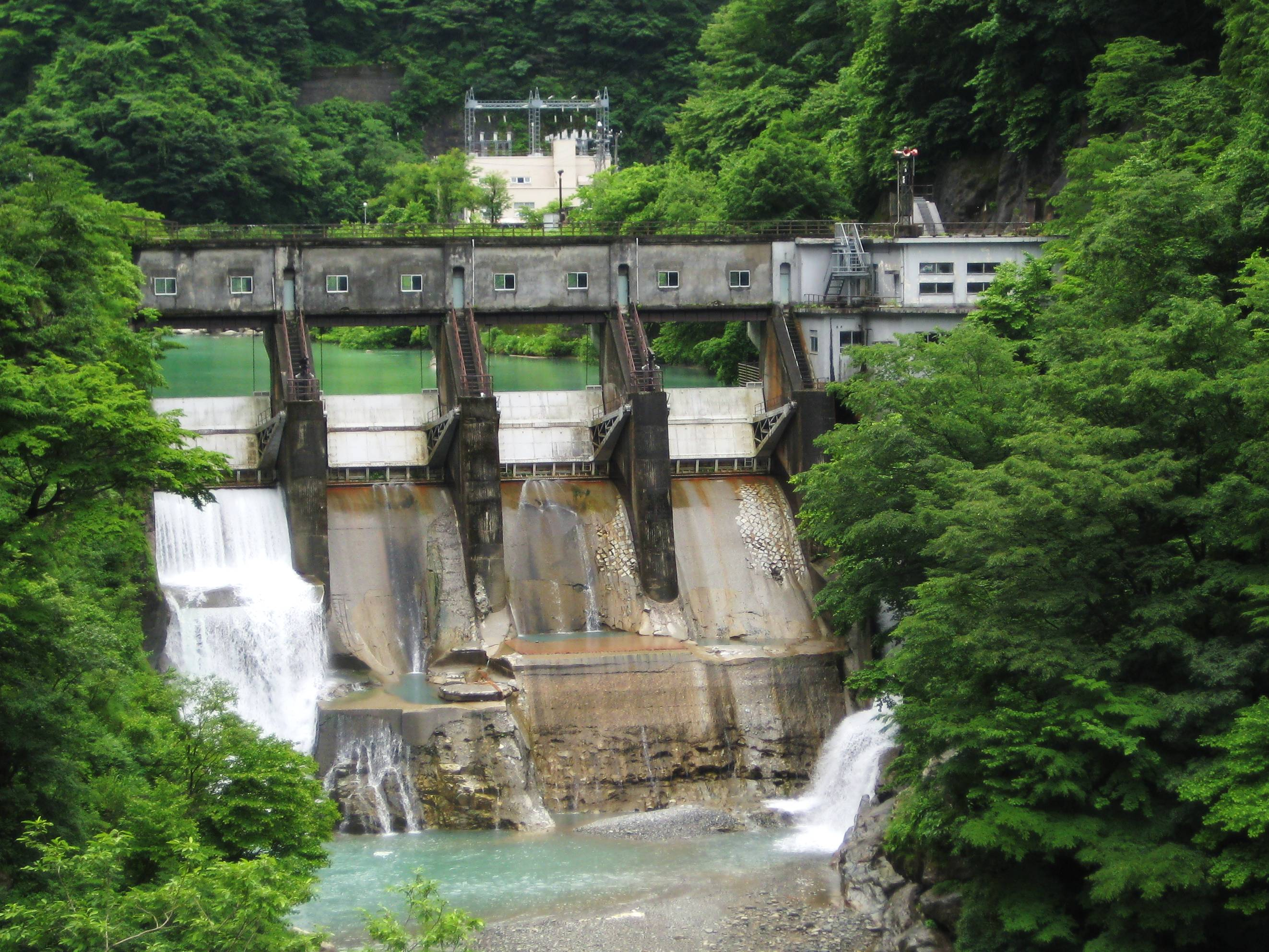
尾口発電所取水用の尾口第一ダム（2008年）

1939年末時点での送電系統図（北陸系統）

白山水力時代から北陸地方の送電設備には、手取川の吉野谷発電所を起点に北へ大北工業（石川県野々市町。傘下のカーバイド・フェロアロイメーカー）へと至る線と、反対に吉野谷発電所より九頭竜川の西勝原発電所を経て岐阜県の関町開閉所へ至る線の、2つの77 kV送電線が存在した。前者の大北工業には7,200 kWを送電。後者は関町から先は大同電力の送電線を介して愛知県内の東邦電力の送電系統に繋がっており、西勝原・吉野谷両発電所の出力のうち26,570 kWが東邦電力へ供給されていた。また鳥越発電所の出力のうち12,000 kWは京都電灯へと送られた（以上、供給電力の数字はいずれも1937年末時点）。
矢作水力の北陸での事業は白山水力時代から大きく変化がなかったが、1938年（昭和13年）12月になって石川県能美郡尾口村（現・白山市）に尾口発電所が新設された。手取川水系尾添川から取水する設備と尾添川支流目附谷川から取水する設備の2系統があり、前者はフランシス水車・発電機各2台、後者はペルトン水車・発電機各1台からなる（いずれも電業社製水車・芝浦製作所製発電機）。運転開始時は前者のみの稼働で発電所出力は11,300 kWに限定されたが、翌1939年（昭和14年）1月に後者も運転を開始して出力17,200 kWの発電所となった。
尾口発電所建設に先立つ1936年2月、京都電灯との間で発電所出力17,200 kW全部を同社が受電する、という受電契約が成立していた。従って尾口発電所の新設は京都電灯の需要増加に応えるためのものである。発電所建設に伴い、既設送電線に余力がないため大聖寺開閉所経由で京都電灯福井変電所に至る送電線を両社共同で建設（矢作水力が尾口・大聖寺間、京都電灯が大聖寺・福井間を担当）、1939年4月1日に完成させた。京都電灯の福井変電所は同社の福井区域と京都区域を結ぶ京福連絡送電線の起点でもあることから、福井区域のオフピーク時には矢作水力からの受電がさらに京都方面にも送電された。

### 北陸地方の発電所一覧
北陸地方で運転していた水力発電所5か所の一覧表は次の通り。
各発電所は下記#電力国家管理と解散にある通り、九頭竜川水系の2か所は1941年10月、手取川水系の3か所は1942年4月にいずれも日本発送電へと出資された。統合され単独の発電所として数えられなくなった西勝原第二発電所を除き、1951年の電気事業再編成以後は北陸電力（北電）に属する。
| 発電所名 | 発電所名   | 出力 (kW)      | 所在地・河川名                                                          | 運転開始       | 備考                                          |
| -------- | ---------- | -------------- | ----------------------------------------------------------------------- | -------------- | --------------------------------------------- |
| 18       | 尾口       | 11,300 →17,200 | 石川県能美郡尾口村（現・白山市） （河川名：手取川水系尾添川・目附谷川） | 1938年12月     | 現・北電尾口発電所                            |
| 19       | 吉野谷     | 12,500         | 石川県石川郡吉野谷村（現・白山市） （河川名：手取川水系尾添川）         | （1926年5月）  | 白山水力が建設 現・北電吉野谷発電所           |
| 20       | 鳥越       | 13,000         | 石川県能美郡鳥越村（現・白山市） （河川名：手取川水系牛首川・下田原川） | （1928年12月） | 白山水力が建設 1978年9月北陸電力により廃止    |
| 21       | 西勝原     | 20,000         | 福井県大野郡五箇村（現・大野市） （河川名：九頭竜川）                   | （1923年10月） | 白山水力が建設 現・北電西勝原第一発電所       |
| 21       | 西勝原第二 | 800            | 同上                                                                    | （1927年12月） | 白山水力が建設 日本発送電では西勝原第一へ統合 |

## 供給事業の展開
以下、沿革のうち供給の推移について詳述する。

### 電灯電力供給区域
矢作水力が設定した一般供給のための電灯・電力供給区域は限定的であり、1937年末時点では以下の3町9村のみであった。
- 岐阜県恵那郡（3町4村）
  - 坂本村【大字茄子川のみ[70]】（現・中津川市）
  - 大井町【字長島・字岡瀬沢を除く[70]】・長島町【大字中野・正家のみ[70]】・本郷村・岩村町・上村・下原田村（現・恵那市）
- 愛知県北設楽郡（2村）
  - 稲橋村・武節村（現・豊田市）
- 愛知県額田郡（1村）
  - 竜谷村（現・岡崎市）
- 福井県大野郡（2村）
  - 五箇村・下穴馬村（現・大野市）

このうち恵那郡上村・下原田村の2村が1919年（大正8年）3月に事業許可を得た当初の供給区域にあたる。矢作川上流部に開発した発電所の地元であり、翌1920年（大正9年）6月17日より配電を開始している。同様に北設楽郡稲橋村・武節村も発電所地元で、1921年（大正10年）3月に供給区域へ編入ののち、同年4月より供給を始めた。恵那郡のうち大井町・長島町（大字中野・正家）・坂本村（大字茄子川）・岩村町は岩村電気軌道が電車開通の翌年にあたる1907年（明治40年）より兼営電気供給事業を展開していた地域で、矢作水力は1920年3月に同社を合併したことで事業を引き継いだ。残る本郷村では合併後の1920年9月に供給区域編入許可があり、翌1921年2月5日より供給を開始した。
以上の岩村区域から離れた愛知県額田郡竜谷村は送電線経由地のため供給区域に追加された地域にあたる。1921年2月に供給区域編入許可があり、3月18日より供給を開始した。竜谷村を囲む額田郡幸田村・美合村・藤川村・山中村はすでに岡崎市の電力会社岡崎電灯の供給区域に含まれていたが、竜谷村に限っては山間部で不採算という理由で同社に供給を拒まれていた。そこで村が矢作水力と交渉した結果、「有限責任竜谷村電気購買組合」が矢作水力に対し電気工作物を貸与する一方で矢作水力に代わって村内の配電工事や電灯料金徴収を担当する、という特異な方式での配電が実現したのであった。
また遠く離れた福井県山間部の2村は旧白山水力区域であった。両村とも1924年3月に配電線工事が完了している。
1937年（昭和12年）になり、岐阜県東濃地方から長野県木曽地域にかけての電気事業統合を目的に東邦電力の傍系会社として中部合同電気が設立された。矢作水力でも岩村営業所管内における電気供給事業を同社へ譲渡することとなり、1937年10月26日開催の株主総会にてこれを議決、翌1938年（昭和13年）8月1日付で事業引継ぎを完了した。岩村区域の譲渡後、電灯・電力供給区域は大きく削られて竜谷村と福井県内2村の計3村のみとなった。

### 電力供給区域
電気事業における供給区域には、電灯・電力供給区域のほかに電灯用途の電気の供給ができない電力供給区域というものがあった。原則として他事業者の電灯・電力供給区域に重複して設定される。これらの供給区域内では不特定多数の需要者に供給可能（一般供給）であるのに対し、供給区域外の特定需要者に供給することも可能だが、その場合は個別に逓信省の許認可を必要とした（特定供給）。矢作水力の場合、1937年末の段階で以下の地域が電力供給区域であった。
- 愛知県
  - 名古屋市（一部）
  - 岡崎市（一部）
  - 碧海郡矢作町（現・岡崎市）
  - 幡豆郡西尾町（現・西尾市）
  - 宝飯郡蒲郡町・三谷町（現・蒲郡市）
- 長野県
  - 県内一円

なお、名古屋市・長野県内は1構内につき100馬力以上、その他は1構内につき25馬力以上の電力供給に限るという制限つきである。
電力供給区域のうち名古屋市内の部分は東邦電力（旧・名古屋電灯）の供給区域と重複するもので、名古屋電灯の了解を得て供給区域編入を出願、1921年6月16日付で当時の名古屋市域とその周辺について1構内100馬力以上という制限付きの電力供給区域とする許可を得た。市内への供給は名古屋変電所完成により翌1922年（大正11年）9月15日より開始されている。
名古屋方面以外では織布工業の発展で電力不足に陥る西三河にも進出を図り、1921年1月12日付で岡崎市とこれに隣接する岡崎村（1928年岡崎市へ編入）・矢作町、蒲郡町と三谷町を50馬力以上の制限付区域とする許可を得た（1923年9月25馬力以上に制限緩和）。さらに刈谷を中心に碧海郡・幡豆郡内に広く電力供給区域を出願したものの、1925年（大正14年）5月28日付で西尾町が25馬力以上の制限付区域に許可されるに留まった。供給開始は岡崎方面が1921年3月、蒲郡方面が同年6月、西尾町が1925年9月である。これら西三河の地域は岡崎電灯の供給区域と重複する。
他の電力供給区域から離れた長野県一円の区域は旧天竜川電力区域にあたる。

### 大口供給の動向：1920年代
矢作水力は電力会社ではあるが小口供給に重きを置かず、他の電気事業者や大口需要家に対する電力供給を事業の主体とした。
最初の大口需要家は、電気事業者では名古屋電灯（大同電力経由）・豊橋電気・早川電力の3事業者、工場では日清紡績岡崎工場ほか2工場で、いずれも矢作川水系下村発電所の竣工後に供給を始めた。契約高は名古屋電灯1,200 kW・豊橋電気500 kW・早川電力750 kW・日清紡績700 kWである。1921年4月からは岡崎電灯に対し620 kWの供給も開始している。当時岡崎電灯は需要増加に対して供給力増強が追い付かない状態にあり、矢作水力から不利な条件での受電契約を余儀なくされた。
以降も矢作川開発の進展につれて供給先・供給電力ともに増加していった。その中でも大口需要家となったのが名古屋電灯・豊橋電気を合併した東邦電力である。同社との供給契約は押山発電所完成を機に3,700 kWへと増加、次いで1924年（大正13年）2月6,500 kWの契約となり、1926年（大正15年）5月より倍増となる13,000 kWの送電を始めた。また岡崎電灯への供給も1,120 kWに増加ののち1923年4月の真弓発電所完成後に2,120 kWへと増加した。しかし岡崎電灯への供給は1926年5月より一旦終了、11月から復活するが500 kWに抑えられた。この当時、岡崎電灯では1924年に大浜火力発電所が完成したことで発電力に余力が生じていた。その後岡崎電灯への500 kW供給は契約期間が満了する1929年（昭和4年）11月まで続いた。
押山発電所完成後の新規需要家の一つに電気鉄道と供給事業を兼営する愛知電気鉄道（後の名古屋鉄道）がある。同社への供給は250 kWで始まり、徐々に増加して1928年（昭和3年）12月より1,200 kWの供給となっている。工場への供給は対日清紡績が拡大、岡崎工場のほか名古屋工場も供給先に加わって1927年より計2,850 kWの供給契約となった。また1924年3月には供給区域外ながら刈谷町に刈谷変電所を建設して豊田紡織（現・トヨタ紡織）への供給を始めた。豊田紡織への供給契約は1,300 kWで、1928年より契約全量の送電となっている。翌1929年からは同じ刈谷の豊田自動織機製作所（現・豊田自動織機）に対する600 kWの供給も開始した。

### 大口供給の動向：1930年代

#### 電気事業者への供給
1930年（昭和5年）になり、東邦電力に対する供給のうち半分の6,500 kWについて契約期間が満了となり、9月末限りで供給中止となった。供給継続のため交渉が進められていたが、大幅な値引きを求める東邦電力に対し矢作水力が応じず一旦契約終了という形になったものである。これに伴う余剰分は暫定的に大同電力へと供給されたが、矢作水力の料金収入は半減した。大同電力に対しては、翌1931年（昭和6年）の天竜川電力合併に伴い同社から引き継いで南向・大久保両発電所の電力も送電するようになっている。
1933年（昭和8年）の白山水力の合併では、北陸地方の発電所と東邦電力・京都電灯への供給関係を引き継いだ。白山水力では西勝原・吉野谷両発電所の電力を大同電力経由で東邦電力へ、鳥越発電所の電力を京都電灯へとそれぞれ送電していたが、吉野谷発電所分（出力12,500 kW）は1931年6月の契約満期にあたり東邦電力との交渉が決裂し、受電休止の状態にあった。余剰電力はカーバイドメーカーの大北工業（石川県）が引き受けていたが、合併により大同電力・東邦電力に託送料を支払った上で矢作水力でも引き受け名古屋方面で販売することとなった。
合併後、1934年（昭和9年）4月に1920年代から継続中の東邦電力に対する6,500 kWの供給契約が満期を迎えた。今度の料金改定交渉は円満に解決し、従来矢作川系統からの供給であったものを吉野谷発電所からの6,250 kW供給に振り替えることとなった。供給関係の変更は1935年（昭和10年）10月に認可があり、東邦電力に対する電力供給は大同電力経由・東邦電力羽黒変電所（愛知県丹羽郡羽黒村）渡しにて西勝原・吉野谷両発電所分26,570 kW、矢作水力名古屋変電所渡しにて420 kWとなった。
1936年（昭和11年）1月、社内最大の泰阜発電所（出力52,500 kW）が運転を開始したのに伴い、日進変電所での大同電力に対する電力供給が始まった。供給は発電所一部未完成のため5,000 kWで始まり、同年4月から12,800 kWとなっている。一方矢作川の釜井開閉所にて従来常時5,000 kWを大同電力に供給していたが、これは同年10月融通電力供給に変更された。この結果、大同電力に対する供給関係は南向・大久保両発電所分の送電25,520 kWと日進変電所における供給12,800 kWの計38,320 kWとなった。
1938年（昭和13年）には、4月に名古屋変電所における対東邦電力の供給増加（420 kWから3,240 kWへ）、11月に対京都電灯の供給増（12,000 kWから18,000 kWへ）、12月に北陸の電力会社日本海電気に対する新規供給（3,700 kW供給）がそれぞれ実施された。キロワット時 (kWh) ベースの供給電力量で見ると、1938年度下期（1938年10月から翌年3月まで）の供給量は大同電力1億856万kWh・東邦電力1億528万kWh・京都電灯5966万kWh・日本海電気950万kWhであり、この4社への供給だけで会社全体の総発受電量4億9038万kWhの6割近くを占める規模であった。

#### 工場・鉄道への供給
1933年12月、硫安・硝酸メーカー矢作工業（下記#化学事業と矢作工業参照）が工場の操業を開始した。矢作水力が余剰電力の受け皿として起業したもので、同社に対しては最大15,000 kWを供給する。これに比べると小規模ながら、日清紡績との共同出資による日清レイヨンの工場も翌1934年に完成し、1,500 kWの供給を始めた。
ところが日清レイヨンへの供給に際し、中部電力（岡崎）との間に紛争が生じた。同社は旧岡崎電灯を中心とする事業再編の結果1930年に発足した東邦電力傘下の電力会社である。紛争の発端は、岡崎市美合町（旧・美合村）に建設された日清レイヨン工場に対する特定供給を矢作水力が逓信省へ認可申請したことにある。同地の供給権を有する中部電力ではこれに反発、1932年末に実施されたばかりの改正電気事業法に基づく特定供給許可基準に抵触するという理由で矢作水力の認可申請に異を唱えた。この紛争は、逓信省が当事者間での妥協を慫慂したことから愛知電気鉄道社長藍川清成の仲介で解決が図られ、1933年6月末に (1) 日清レイヨンへの供給は中部電力の変電所を通じて矢作水力が行うことで名義上中部電力・実質上矢作水力の供給という形を採る、(2) 両社は競争を挑むあるいは相手に打撃を与える行為を相互に控える、という協定が交わされて収まった。
停戦から1年半後の1934年12月、中部電力との関係は豊田自動織機製作所の新工場に対する電力供給をめぐって再び悪化した。刈谷町に工場を置く豊田自動織機は上記の通り矢作水力の需要家（特定供給）であるが、西加茂郡挙母町（現・豊田市）に建設予定の新工場についても矢作水力で供給しようとしたことが紛争再燃の原因である。両社は先の紳士協定の解釈をめぐって正面衝突したが、挙母新工場計画自体が破棄されたため紛争は消えてしまった。その後豊田自動織機は刈谷工場の拡張を決定、これに伴う1,000kW受電増は1936年4月矢作水力に認められた。翌1937年5月に中部電力の東邦電力への合併が決定すると、対立関係の完全な解消を目指す動きがあり、より具体的な紳士協定が交わされた。その概要は、中部電力が矢作水力から受電を開始する一方、矢作水力は中部電力の供給区域内に直接供給を行わない、両社の重複供給区域では矢作水力が卸売り・中部電力が小売りをそれぞれ原則として担当する、というものであった。
1937年末時点では、3,000 kW以上を供給する大口工場需要家には矢作工業（30,000 kW供給）・大北工業（7,200 kW供給）・昭和曹達（5,000 kW供給）・豊田自動織機（3,700 kW供給）の4社があった。この4社のうち豊田自動織機を除く3社はいずれも矢作水力の傘下企業にあたる。中でも矢作工業は大同電力・東邦電力に次ぐ社内3番目の大口需要家であり、1938年度下期には会社全体の総発受電量の2割にあたる9816万kWhが矢作工業1社に供給されていた。なお初期からの需要家である日清紡績には名古屋・岡崎・戸崎の3工場で計4,200 kW、名古屋鉄道には計1,300 kWを供給している（どちらも1937年末時点）。

## 軌道事業の推移

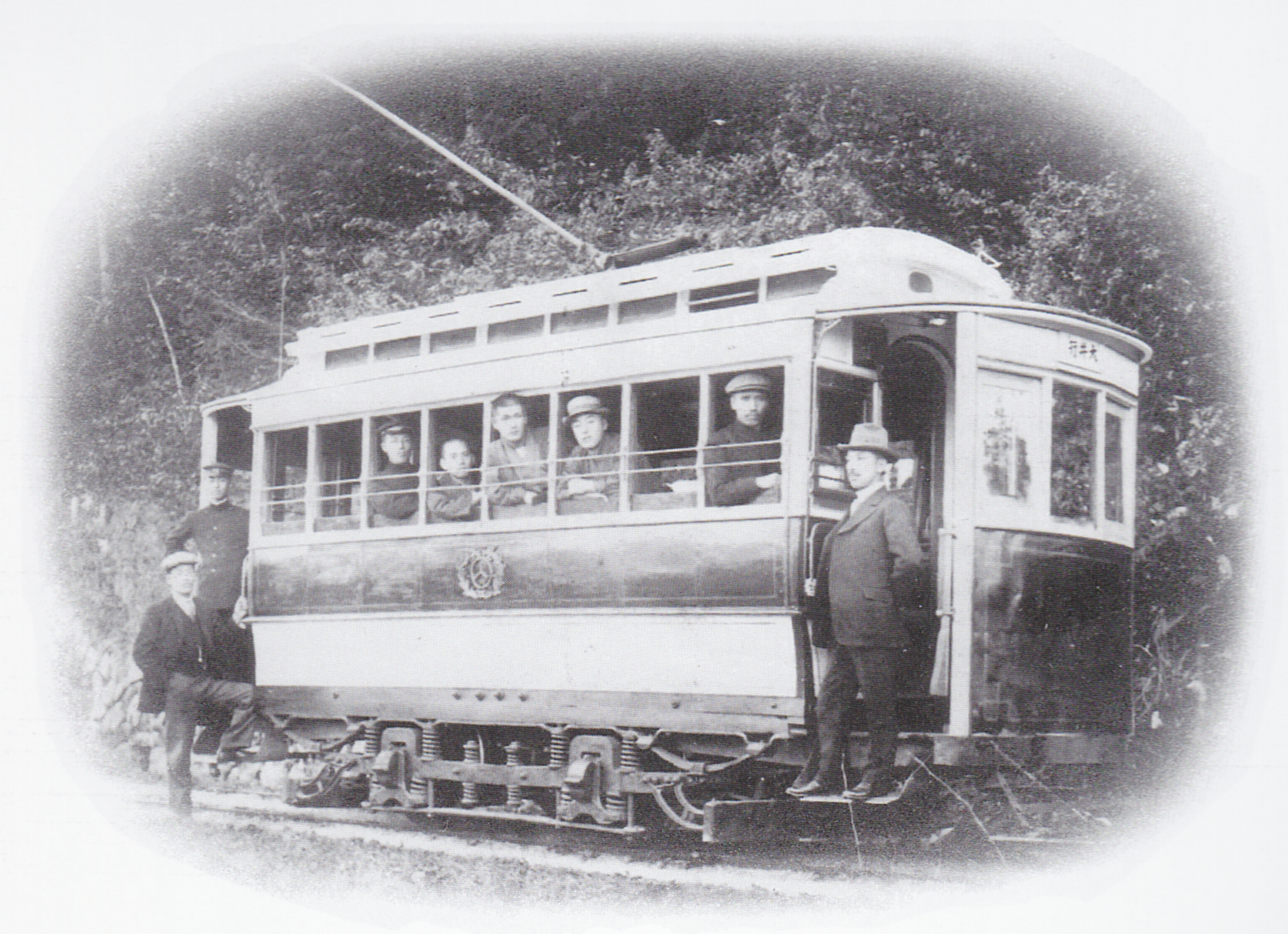
岩村電気軌道の電車（撮影日時・場所不明。右から3番目の窓から顔を出すのは創業者浅見與一右衛門）

前述の通り、矢作水力は1920年3月3日の合併報告総会をもって岩村電気軌道株式会社の合併を遂げ、同社が営む電灯電力供給事業に加えて中央本線大井駅（現・恵那駅）と恵那郡岩村町（現・恵那市岩村町）を結ぶ全長7.55マイル（約12.15キロメートル）の電気軌道、通称「岩村電車」を引き継いだ。この岩村電車は、岩村の有力者浅見與一右衛門の主導によって1906年（明治39年）12月5日に開業。路線の中間部にあたる本郷村飯羽間（現・恵那市岩村町飯羽間）に岩村川から取水する小沢発電所を設置して電源を得ていた。
矢作水力が岩村電気軌道を合併した目的が矢作川開発に向けた資材輸送経路の整備であることから、岩村電車を引き継いだ矢作水力はその設備改善を急いだ。まず電源面では、1922年頃より大井ダム近くに発電所を構える東濃電化から145kWの受電を開始し、小沢発電所を供給専用として受電を電車用の電源とするよう改めた（その後小沢発電所は1933年9月6日付で廃止）。また施設面では貨物輸送の利便性を高めるべく終点岩村停留場で線路を矢作索道の停留場に繋げている。さらに1926年4月には自社の矢作川水系の発電所に連絡する電車専用の小沢変電所を新設、電車用電源を増強した。
また直接の電車設備ではないが、沿線にある景勝地「小沢の滝」「鹿の湯鉱泉」の設備の改良も自社で行って旅客誘致に努めた。矢作水力岩村営業所が発行した岩村電車の1925年5月1日改正時刻表が載る「中央線旅行圖會（図会）」という資料によると、小沢停留場の近く、滝を望む位置に矢作水力直営の「小澤遊園地」があったという。
矢作水力による電車経営が10年目を迎えた1928年度の乗客数は年間18万8835人と初年度（1919年度）の1.3倍まで増加した。一方で貨物輸送は1922年度まで年間2万トンを超えていたが、自社発電所工事が終了すると資材輸送も激減し、1928年度にはピーク時の半分1万1867トンとなった。その後1930年代に入り並行路線の鉄道省明知線、現在の明知鉄道が着工され、1933年（昭和8年）から翌年にかけて開通すると、岩村電車はその影響を受けて1933年度下期には旅客数が4万6511人（前期より2万6000人減）・貨物輸送量が2428トン（前期比半減）にまで落ち込んでしまう。そこで矢作水力では、営業継続が困難になったとして1934年（昭和9年）3月31日限りで電車営業の休止措置をとった。そして並行する国有鉄道の開通に伴う損失であることか国から約11万8000円の補償を得て、休止1年後の1935年（昭和10年）1月19日付で路線を正式に廃止した。
矢作水力では1932年（昭和7年）8月1日に大井駅前と岩村町を結ぶ路線バスを開業しており（1934年時点で13.2キロメートルを定員8人のバス2台で運行）、岩村電車の休廃止後も引き続きこの地域での交通事業に従事したが、1937年（昭和12年）12月17日に恵南自動車へバス事業を譲渡して撤退した。

## 化学事業と矢作工業
以下、沿革のうち化学事業ならびに（第一次）矢作工業の設立・合併について記述する。

### 矢作工業設立

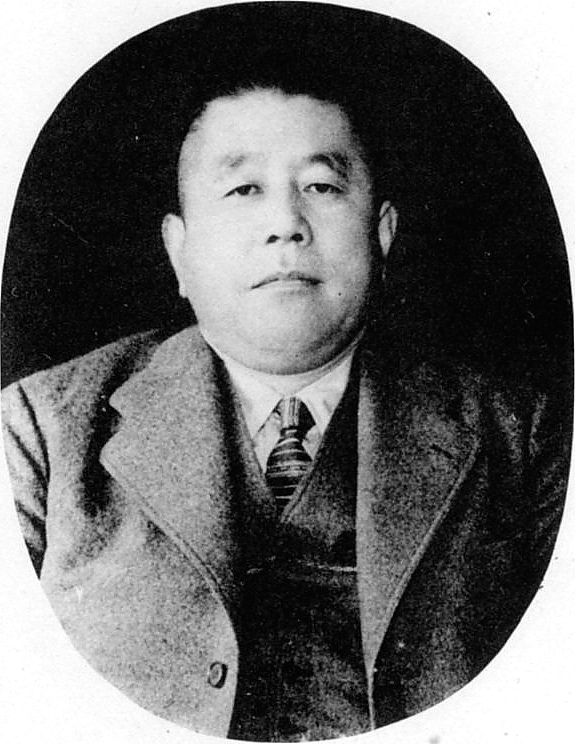
矢作工業社長・矢作水力第2代社長福澤駒吉

前述の通り、1931年に矢作水力は天竜川電力を合併して天竜川開発計画を引き継いだ。ところが当時の逓信省は、電力過剰の傾向にあるとして統制的見地から発電所の新規開発を拒絶する方針を定めていた。ただし開発した電力を自家利用するのであれば許可が下りたことから、矢作水力では余剰電力を吸収する化学事業の創業を試みた。このことが化学事業の進出・子会社矢作工業設立の動機である。
1931年（昭和6年）8月、矢作水力では余剰電力活用策としてアンモニア工業への参入を決定した。大量の電力を投じ電解法により原料水素を製造、ウーデ式アンモニア合成炉によりアンモニアを合成し、製品の硫酸アンモニウム（硫安）や硝酸を製造する、という事業である。ハーバー・ボッシュ法よりも低圧低温操業が可能なウーデ式アンモニア合成法の特許は当時南満州鉄道・昭和肥料（現昭和電工）と大同電力系の大同肥料の3社が共同保有していたが、矢作水力はこのうち大同肥料の共有権を1931年10月26日付で買収した。また工場用地については名古屋港第7号埋立地（名古屋市港区昭和町）のうち2万8840坪を76万円余りで買収するという契約を同年11月19日付で愛知県との間に結んだ。
1933年（昭和8年）1月、矢作水力は工場建設に着手した。その一方で事業子会社矢作工業の設立準備も進め、同年5月5日、名古屋市に新会社矢作工業株式会社を設立した。資本金は300万円で、6万株を矢作水力をはじめとする発起人で引き受けた。社長は矢作水力社長の福澤駒吉が兼任した。矢作工業設立により工場建設は同社が継承。同年末よりアンモニア合成を開始し、翌年から硫安・硝酸の製造に着手した。月産能力はアンモニア720トン・硫安3000トン・硝酸300トンで、製品の硫安は三菱商事に委託し販売、硝酸は火薬メーカーや海軍火薬廠へと納入した。

### 工場の拡張
第1期の工場設備建設は1935年（昭和10年）までにほとんど完了したことから、同年8月より矢作工業では硫安年産3万トン・硝酸年産3000トンの増産を目指して同年8月より工場の拡張に着手した。既存設備は電解法によりアンモニア原料水素を製造していたが、大量の電力を要するこの工程は豊水期と渇水期で生産量に大きな差が生ずるという弊害が大きかったため、新工場は電解法によらない設備が導入された。石炭の低温乾留で生ずる半成コークス（コーライト）を原料とするガス発生炉とハーバー・ボッシュ式アンモニア合成炉を組み合わせたもので、1937年（昭和12年）12月までに完成した。
一連の設備拡張のため、矢作工業は1936年1月に増資を議決し、資本金を300万円から1650万円とした。増資後、1939年4月末時点での出資比率は矢作水力19.9パーセント・金城証券11.0パーセントである。

### 化学事業直営化
1937年に日中戦争が勃発すると、食糧増産の国策から次第に肥料に対する国家統制が強化されていった。矢作工業の主製品である硫安についても1938年7月公布の「硫酸アンモニア増産及配給統制法」で価格や販売方法についての統制が始まる。さらに原材料費で最大の比重を占める電力についても、下記#電力国家管理と解散にある通り電力国家管理政策が始まって統制が強化された。こうして原料・製品両面での規制が強まり事業の円滑な推進が難しくなったとして、矢作工業は親会社矢作水力との合併を選択した。
矢作水力と矢作工業は1939年（昭和14年）9月21日に合併契約を締結。翌1940年（昭和15年）3月1日付で合併が成立し、矢作工業は解散した。合併比率は1対1で、矢作水力は合併に伴い1650万円を増資し資本金を1億85万円としている。合併により矢作工業の工場は矢作水力の「工業部」に衣替えした。工業部の収入は多額であり、合併後の1940年上期決算では供給事業収入624万9千円に迫る522万3千円（総収入の43パーセントに相当）の工業部収益を計上している。
引き続き矢作水力工業部では化学事業を展開したが、太平洋戦争勃発後は肥料産業が軍需に直結しないとして電力供給量が細り、原料コーライトも不足したため次第に操業自体が困難になっていった。

## 経営の推移
以下、矢作水力の業績推移について詳述する。
- 矢作水力の決算期は9月（上半期）と翌年3月（下半期）の2回である。

### 資本金
1919年3月3日の会社設立時、矢作水力の公称資本金（定款上の資本金）は500万円であった。これに対して払込額は4分の1の125万円とされた。公称資本金の最初の変化は岩村電気軌道の合併によるもので、1919年12月12日の株主総会にて合併とこれに伴う75万円の増資が決議された。合併による払込資本金の増加は30万円で、さらに追加払込金の徴収が1920年3月から1922年10月にかけて4分割して実施されたことから、矢作水力は一旦575万円の資本金が全額払込となった。
1923年2月26日の株主総会にて、上村発電所建設をはじめ設備投資の計画が控えることから625万円の増資を決議して資本金を1200万円とした。ただし決議後に関東大震災が発生して財界が混乱した影響により増資新株の第1回払込は1924年2月までずれ込んでいる。続く第2回払込は1926年10月実施。翌1927年4月26日、南信電力の合併とこれに伴う90万円の増資が決議される。合併による払込資本金の増加は半額の45万円であり、合併後の資本金は公称1290万円・払込932万5000円となっている。間が空いて1929年8月にも払込金が徴収された。
1931年4月7日、優先株式発行による増資ならびに天竜川電力の合併が決議された。優先株発行は内容の劣る天竜川電力を対等合併することで生じる矢作水力側株主の不利益を補うためのもので、214万5000円残る未払込金を徴収した上で8月末現在の株主に対し持株2株につき1株の優先新株を割り当てるという操作がなされた。優先新株には5年以内の全額払込と年率12パーセントの優先配当（期間は全額払込の7年後まで）という条件が付されている。一方の天竜川電力合併に伴う増資は、同社の資本金公称5000万円・払込1250万円をそのまま加算するというものである。増資・合併後の矢作水力の公称資本金は6935万円と5倍超に拡大。払込資本金は優先新株・合併新株ともに当初4分の1払込のため、2701万2500円となった。
翌1932年11月18日、さらに白山水力の合併が決議された。同社は資本金公称2000万円・払込1250万円であるが業績の差から合併比率は10対7.5に切り下げられており、合併に伴う矢作水力の増資は1500万円とされ公称資本金は8435万円へと増加をみた。一方優先新株については1936年4月の第5回払込をもって50円全額払込となった。この段階での払込資本金は4122万5000円である。次いで1937年10月普通株式についての払込金が徴収され、払込資本金は862万5000円増の4985万円となった。
最後に1939年10月16日矢作工業の合併が決議された。合併に伴う増資幅は公称1650万円・払込975万円であり、合併後における矢作水力の資本金は公称1億85万円・払込5960万円となった。以後払込金徴収は実施されていないためこれが最高値である。

### 業績の推移

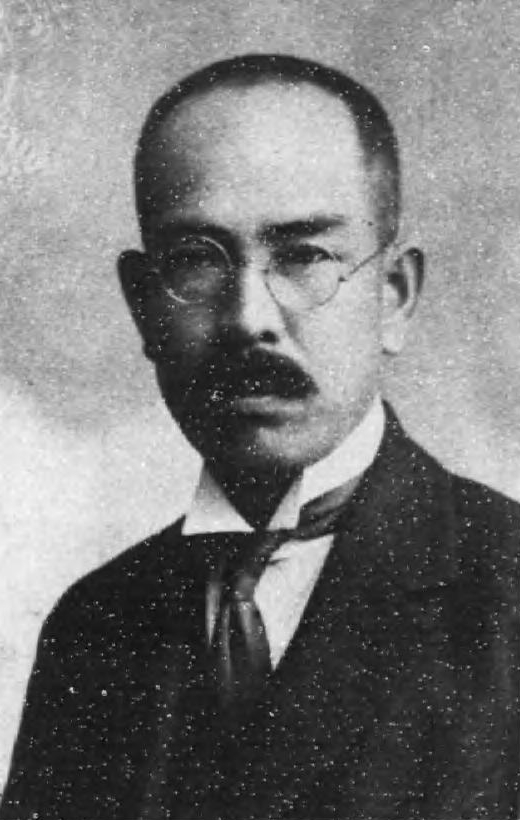
1938年にかけて専務・副社長を務めた杉山栄

初期の矢作水力は小規模ながら堅実経営の会社であると評された。これは、矢作川の水力地点が大きな有効落差を持っており水力発電の条件が良く、その上需要地に近く送電設備が最小限で済むため設備投資が圧縮できたこと、経営陣が減価償却に努め他の電力会社に比し多額の償却費を計上し続けたこと、また小口供給が限定的で配電設備に対する投資が少ないことなどによる。配当率は1920年上期決算までの3期分は建設利息の年率5パーセント配当であったが、下村発電所完成に伴い1920年下期決算から年率8パーセントの利益配当を開始。好業績を背景に半年後の1921年上期決算では年率12パーセントへと増配となった。
10期5年の年率12パーセント配当が続いたのち、1926年上期からは年率13パーセントの配当率に引き上げられた。同時期、電力業界では減配傾向にあったが、内容の充実した矢作水力にとっては無理のない配当であった。さらに1928年下期には年5パーセントの特別配当を加算した。これは創立10周年記念で、別途積立金と繰越金を原資としたものであったため、その穴埋めと払込金徴収を控えることもあって次の1929年上期には増収増益ながら年率12パーセントへと減資している。その後は好業績が続かず、完成した立石発電所分の供給先確保失敗に東邦電力への供給一部打ち切りが重なって減益となり、1930年下期に年率10パーセント配当へ抑制された。
設立以来堅実経営を続けた矢作水力であったが、天竜川電力の合併により大きく内容を変えることとなった。同社の合併は、矢作川水系の水利権を開発し尽くした矢作水力にとって天竜川の水利権が手に入り新たな展望が開けるという意味で有望ではあったが、天竜川電力は開業から日が浅い開発会社で業績も劣ることから、合併後はそれが重荷となり一時的に業績悪化をもたらすものと予想された。ただ矢作水力の業績は合併実施前の段階から販売不振のため急速に悪化し、1931年上期の配当率は天竜川電力合併に伴う特別配当付きの前期から半減の年率7.5パーセントに低下してしまう。合併成立後の同年下期決算から年率12パーセントの優先配当が始まり、反面普通配当は年率7パーセントに減配したが、償却優先の姿勢を転換し株主配当偏重にならざるを得なかった。
その後、白山水力を合併した1932年下期のころから製造業の好況化で電力需要が増加し業績回復傾向となる。需要増加は以後も持続し、泰阜・豊両発電所の建設を終えた1936年下期には普通株式の配当率を年率8パーセントに増加することができた。後述の第一次電力国家管理は業績にほとんど影響がなく、1939年下期の矢作工業合併後も好業績を挙げ優先株式配当年率12パーセント・普通株式配当年率8パーセントを維持している。

### 業績推移表
会社設立から1941年下期までの各期における資本金・収入・支出・純利益と配当率の推移は下表の通り。
- 支出には償却費を含む。
- 1928年下期までの数字は社史『矢作水力株式会社十年史』[25]、それ以降は会社の「事業報告書」（J-DAC「企業史料統合データベース」収録）を典拠とする。加えて大阪屋商店編集『株式年鑑』も適宜参照した。

| 年度   | 公称 資本金 （千円） | 払込 資本金 （千円） | 収入 （千円） | 支出 （千円） | 純利益 （千円） | 配当率 (%) | 備考                       |
| ------ | -------------------- | -------------------- | ------------- | ------------- | --------------- | ---------- | -------------------------- |
| 1919上 | 5,000                | 1,250                | 34            | 12            | 21              | 5.0        |                            |
| 1919下 | 5,750                | 2,300                | 40            | 11            | 29              | 5.0        | 岩村電気軌道合併           |
| 1920上 | 5,750                | 2,300                | 95            | 54            | 40              | 5.0        |                            |
| 1920下 | 5,750                | 2,300                | 195           | 83            | 111             | 8.0        |                            |
| 1921上 | 5,750                | 2,300                | 275           | 145           | 229             | 12.0       |                            |
| 1921下 | 5,750                | 3,450                | 445           | 203           | 241             | 12.0       |                            |
| 1922上 | 5,750                | 4,600                | 536           | 210           | 326             | 12.0       |                            |
| 1922下 | 5,750                | 5,750                | 625           | 244           | 380             | 12.0       |                            |
| 1923上 | 5,750                | 5,750                | 850           | 427           | 423             | 12.0       |                            |
| 1923下 | 12,000               | 7,312                | 962           | 511           | 451             | 12.0       |                            |
| 1924上 | 12,000               | 7,312                | 996           | 499           | 497             | 12.0       |                            |
| 1924下 | 12,000               | 7,312                | 1,001         | 508           | 492             | 12.0       |                            |
| 1925上 | 12,000               | 7,312                | 1,152         | 596           | 556             | 12.0       |                            |
| 1925下 | 12,000               | 7,312                | 1,394         | 790           | 603             | 12.0       |                            |
| 1926上 | 12,000               | 7,312                | 1,504         | 884           | 619             | 13.0       |                            |
| 1926下 | 12,000               | 8,875                | 1,490         | 837           | 635             | 13.0       |                            |
| 1927上 | 12,000               | 8,875                | 1,633         | 849           | 784             | 13.0       |                            |
| 1927下 | 12,900               | 9,325                | 1,573         | 872           | 700             | 13.0       | 南信電力合併               |
| 1928上 | 12,900               | 9,325                | 1,521         | 869           | 651             | 13.0       |                            |
| 1928下 | 12,900               | 9,325                | 1,576         | 852           | 724             | 18.0       | 創立10周年記念配当5%加算   |
| 1929上 | 12,900               | 10,752               | 1,648         | 879           | 768             | 12.0       |                            |
| 1929下 | 12,900               | 10,755               | 1,571         | 840           | 731             | 12.0       |                            |
| 1930上 | 12,900               | 10,755               | 1,472         | 950           | 521             | 10.0       |                            |
| 1930下 | 12,900               | 10,755               | 1,246         | 647           | 599             | 15.0       | 特別配当5%加算             |
| 1931上 | 12,900               | 12,900               | 1,153         | 646           | 506             | 7.5        |                            |
| 1931下 | 69,350               | 27,012               | 1,984         | 902           | 1,081           | 7.0※       | 天竜川電力合併             |
| 1932上 | 69,350               | 27,012               | 2,017         | 916           | 1,101           | 7.0※       |                            |
| 1932下 | 84,350               | 36,837               | 3,525         | 2,010         | 1,515           | 7.0※       | 白山水力合併               |
| 1933上 | 84,350               | 37,355               | 3,449         | 1,928         | 1,521           | 7.0※       |                            |
| 1933下 | 84,350               | 39,258               | 3,883         | 2,257         | 1,626           | 7.0※       |                            |
| 1934上 | 84,350               | 39,260               | 3,640         | 2,004         | 1,635           | 7.0※       |                            |
| 1934下 | 84,350               | 39,290               | 3,754         | 2,109         | 1,644           | 7.0※       |                            |
| 1935上 | 84,350               | 40,580               | 3,944         | 2,193         | 1,750           | 7.0※       |                            |
| 1935下 | 84,350               | 40,685               | 4,191         | 2,454         | 1,736           | 7.0※       |                            |
| 1936上 | 84,350               | 41,225               | 4,716         | 2,889         | 1,826           | 7.0※       |                            |
| 1936下 | 84,350               | 41,225               | 4,980         | 2,959         | 2,020           | 8.0※       |                            |
| 1937上 | 84,350               | 41,225               | 5,059         | 3,016         | 2,043           | 8.0※       |                            |
| 1937下 | 84,350               | 49,850               | 5,830         | 3,446         | 2,384           | 8.0※       |                            |
| 1938上 | 84,350               | 49,850               | 5,699         | 3,309         | 2,390           | 8.0※       |                            |
| 1938下 | 84,350               | 49,850               | 6,490         | 4,126         | 2,364           | 8.0※       |                            |
| 1939上 | 83,450               | 49,850               | 7,384         | 5,025         | 2,358           | 8.0※       |                            |
| 1939下 | 100,850              | 59,600               | 9,112         | 6,843         | 2,269           | 8.0※       | 矢作工業合併               |
| 1940上 | 100,850              | 59,600               | 12,262        | 9,502         | 2,760           | 8.0※       |                            |
| 1940下 | 100,850              | 59,600               | 13,416        | 10,677        | 2,738           | 8.0※       |                            |
| 1941上 | 100,850              | 59,600               | 12,594        | 9,850         | 2,738           | 8.0※       |                            |
| 1941下 | 100,850              | 59,600               | 9,954         | 7,835         | 2,119           | 8.0※       | 1942年2月までの5か月分決算 |

※1931年下期以降、他に優先株式配当年率12.0%あり

## 電力国家管理と解散
以下、沿革のうち1942年の会社解散に至る経緯について記述する。

### 第一次電力国家管理
1936年（昭和11年）3月成立の広田弘毅内閣、および翌1937年（昭和12年）6月成立の第1次近衛文麿内閣の下で、政府による電気事業の管理・統制を目指すいわゆる電力国家管理政策が急速に具体化され、日中戦争勃発後の1938年（昭和13年）4月、国策会社日本発送電を通じた政府による発送電事業の管理を規定する、電力管理法と関連法3法の公布に至った。
国策会社日本発送電の設立に際し、既存電気事業者が同社へと現物出資する設備の範囲は、最大電圧100kV以上の送電線とその他の主要送電線、ならびにそれらに接続する変電所、出力1万kW超の火力発電所、と決定された。この規定に基づき1938年11月24日、全国33の事業者を対象に設備出資命令が発せられた。矢作水力もこの受命者の一つであり、以下の設備の出資を命ぜられた。
- 送電設備 ：
  - 泰阜日進線 ： 泰阜発電所 - 日進変電所間（154 kV線）
  - 豊支線 ： 豊変電所 - 泰阜日進線間（同上）
  - 日進火力線 ： 日進変電所 - 名古屋火力発電所間（77 kV線）
  - 鳴海日進線 ： 日進変電所 - 松平名古屋線間（同上）
- 変電設備 ： 日進変電所（愛知県愛知郡日進村）
- 発電設備 ： 名古屋火力発電所（名古屋市港区昭和町）

出資は1939年（昭和14年）4月1日付で実施され、日本発送電が発足した。矢作水力に関する出資設備評価額は784万8153円とされ、出資の対価として日本発送電より同社株式15万6963株（額面50円全額払込済み・払込総額784万8150円）と端数分にあたる現金3円が交付されている。また出資設備の簿価は1938年上期末（1938年9月末）の時点で721万6000円であったが、これは当時の電気事業関係固定資産の1割弱に過ぎないため他の大手電力会社に比べると経営面での影響は小さかった。設備については翌1940年（昭和15年）2月15日付で同年1月に完成した南向泰阜送電線（南向・泰阜両発電所間の154 kV送電線）も譲渡している。
日本発送電への一部送電線出資と、大同電力がその全設備を日本発送電へ委譲して解散したことで、矢作水力の大口供給先であった東邦電力・大同電力の2社は日本発送電へと置き換えられた。その一方で工場への供給は供給量の増加はみられるものの供給体制に変化はなかった。なお日本発送電へ出資された名古屋火力発電所は同社では「名古屋東発電所」と称したが、坂発電所（広島県）へと設備が移設され廃止されている。

### 第二次電力国家管理
日本発送電設立翌年の1940年7月に成立した第2次近衛内閣の下では、既存電気事業者の解体と日本発送電の体制強化・配電事業の国家統制にまで踏み込んだ第二次電力国家管理政策が急速に具体化され、一部事業者の反対を押し切り決定された。そして1941年（昭和16年）4月22日、勅令によって電力管理法施行令が改正され、日本発送電への出資対象に出力5,000kW超の水力発電所などが追加された。
電力管理法施行令の改正に伴い、政府は日本発送電に対する設備出資命令を1941年5月27日付と8月2日付の2度に分けて発令した。出資期日は1941年10月1日（第1次出資）と翌1942年4月1日（第2次出資）の2回とされ、対象事業者は前者が27事業者、後者が23事業者に及ぶ。矢作水力はその双方で受命者となっており、以下の設備の出資を命ぜられた。
- 第1次出資
  - 水力発電設備 ： 8発電所（大久保・南向・泰阜・和知野・豊・和合・西勝原・西勝原第二）
  - 送電設備 ：
    - 77kV線2路線（西勝原発電所 - 関町開閉所間の西勝原大島線・大島関線）
    - 22kV線6路線（南向・泰阜・豊発電所の周辺路線）
- 第2次出資
  - 水力発電設備 ： 11発電所（鳥越・尾口・吉野谷・立石・島・飯田洞・上村・下村・押山・真弓・黒田）
  - 送電設備 ： 17路線

1941年10月1日付実施の第1次出資における矢作水力の出資設備評価額は4423万8360円50銭であった。この出資では社債3989万2587円16銭も日本発送電へと継承されており、差額分に相当する日本発送電株式8万6915株（額面50円全額払込済み・払込総額434万5750円）と現金23円34銭が出資の対価として矢作水力に交付された。
続く1942年4月1日付実施の第2次出資における出資設備評価額は3178万5126円50銭であった。今回も社債825万8658円7銭が日本発送電へと継承されており、差額分に相当する同社株式47万529株（額面50円全額払込済み・払込総額2352万6450円）が出資の対価として交付された。

### 配電統制
電力管理法施行令改正に続き、1941年8月30日、配電統制令が公布・施行された。地域別に国策配電会社を新設し、これに域内の配電事業を統合して国が配電事業を統制する、という内容の配電統制令に基づき、同年9月6日、政府は全国の主要配電事業者に対し配電会社の設立命令を発した。
この配電統制では、矢作水力は静岡・長野・愛知・岐阜・三重5県を配電区域とする中部配電株式会社の設立を命ぜられた。設立命令では電気供給事業設備を出資すべき事業者に分類され、送電線13路線、変電所9か所、それに配電区域内にある配電設備・需要者屋内設備・営業設備の一切を中部配電へ出資するよう指示された。出資設備評価額は283万4086円であり、統合は1942年4月1日付で実施に移された。
出資前日の1942年3月31日付で、福井県内にあった矢作水力の事業は京都電灯へと譲渡された。こちらは翌日中部配電ではなく北陸配電へと統合されている。

### 会社解散
日本発送電・中部配電へ設備を出資した結果、矢作水力は電気事業者としての機能を喪失した。それでも矢作水力には証券保有会社の機能と1940年に子会社矢作工業を合併したことで取得した兼営の化学事業が残るが、会社の規模が過大であり化学事業の円滑な運営を阻害するとして、化学事業を新会社へと分離し、矢作水力自体は解散してその所有有価証券を株主に分配すると決定された。
化学事業の新会社は1940年に吸収した旧会社と同じ「矢作工業」の社名を引き継いだ（区別のため「第二次矢作工業」とも呼ばれる）。1941年12月8日、矢作水力は第二次矢作工業発起人との間に工業部名古屋工場の設備とこれに属する財産を現物出資するという契約を締結する。現物出資の評価額は2149万1000円とされ、出資の対価として矢作工業の50円払込済み株式42万9820株が矢作水力に交付された。それ以外にも矢作工業の株式2万9730株を矢作水力で引き受けたため、資本金2300万円・46万株のうち45万9550株を矢作水力が取得している。事業認可取得後の1942年3月31日付で第二次矢作工業は発足した。
一方、矢作水力では矢作工業の設立を議決した1942年1月15日の臨時株主総会にて、自社で全株式を持つ子会社・金城証券の合併を決議した。金城証券は傘下の持株会社である。この合併により金城証券所有の自社株式を消却して1268万8500円を減資し、資本金を8816万1500円（5420万3610円払込）へと圧縮している。次いで2月27日、臨時株主総会にて会社存立時期を「当会社ノ電気事業設備ヲ日本発送電株式会社及中部配電株式会社ニ出資ヲ完了スル日迄」と改定する。これらの操作の後、日本発送電・中部配電への電気事業設備出資の翌日にあたる1942年4月2日付で矢作水力は解散した。
解散により、矢作水力常務であった小山柳一は中部配電理事（取締役に相当）へと転じた。一方、矢作水力会長福澤駒吉・社長成瀬正忠・副社長久留島通彦はそれぞれ第二次矢作工業の社長・副社長・取締役に就いた。なおこの第二次矢作工業は2年後の1944年（昭和19年）7月に同じ福澤系の昭和曹達ならびに三井化学系の北海曹達・レーヨン曹達と合併し、東亞合成化学工業株式会社、現在の東亞合成となっている。

### 未成の開発計画のその後

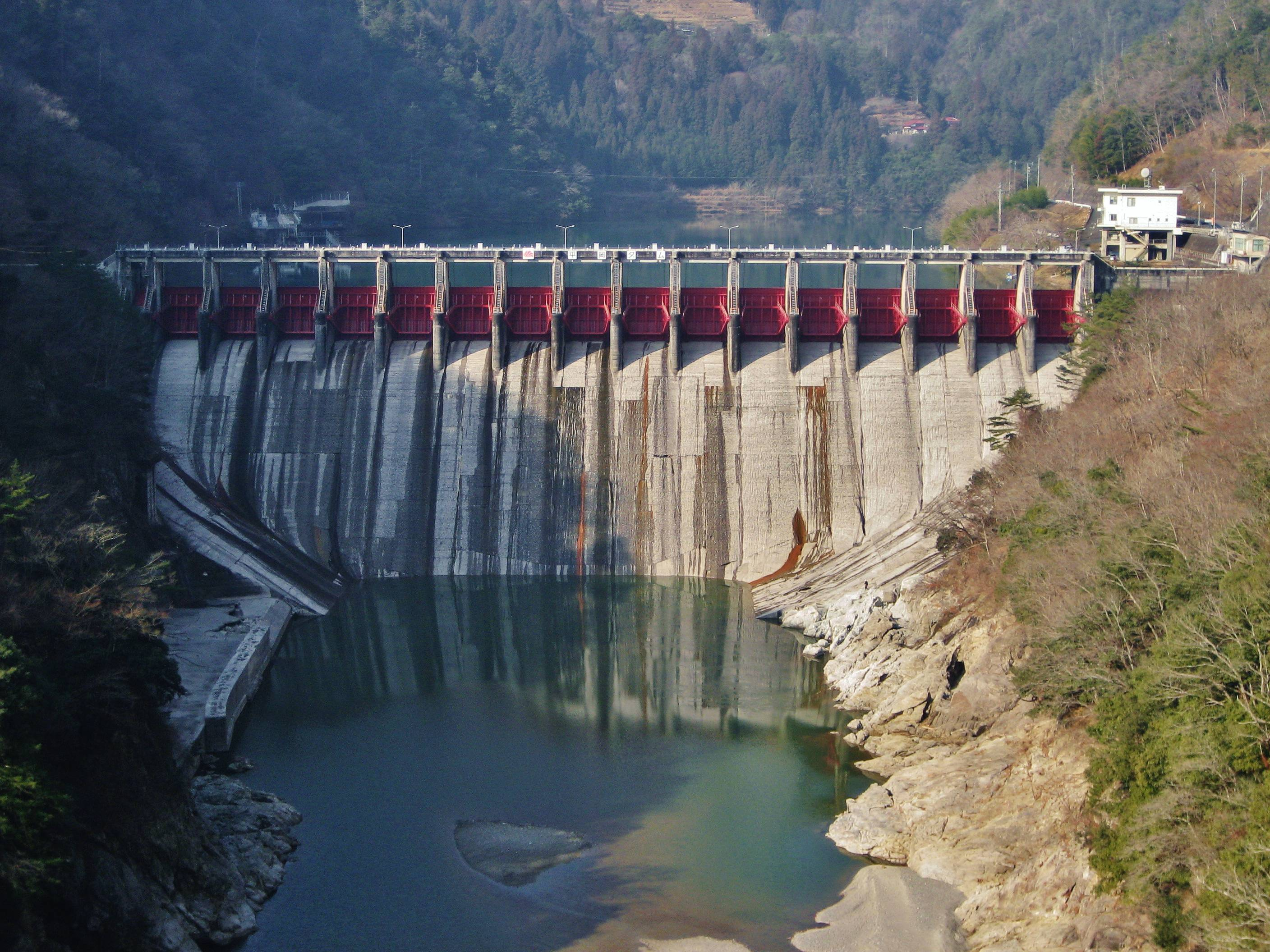
平岡発電所取水用の平岡ダム（2007年）

矢作水力が開発を計画し、電力国家管理でそれを引き継いだ日本発送電によって着工に移された水力発電所が3か所存在する。1か所目は天竜川本流の平岡発電所であり、旧天竜川電力が水利権を得て矢作水力が1939年8月より実施調査に着手してダム位置を見直していたところ、1940年7月に日本発送電へと引き継がれた。日本発送電では引き継ぎと同時に着工。太平洋戦争による資材不足や終戦による工事中断があったが、戦後1949年（昭和24年）8月工事再開、電気事業再編成を挟んで1952年（昭和27年）1月運転開始に至った。計画段階での発電所出力は泰阜発電所よりもさらに大きい8万2,000kWである。
2か所目は、立石発電所のある天竜川水系阿知川の最上流部にあたる昼神発電所である。旧南信電力が調査に着手していた地点で、矢作水力が引き続き調査を続け、1941年12月に水利権を得たものの、1942年4月1日付で日本発送電へ引き継がれた。同社でも計画が見直された結果、出力8,000kWの発電所として1943年（昭和18年）7月に着工。資材不足の中で突貫工事が進められ、戦時下の1944年（昭和19年）12月運転開始に至った。
3か所目は、天竜川水系遠山川に建設された出力1万2,800kWの飯島発電所である。これも旧天竜川電力が計画し、矢作水力が引き継いだもの。1939年4月1日の日本発送電発足とともに同社が計画を引き継ぎ、1943年11月に着工した。これも終戦による工事中断や水害による設備流出のため工事が遅れるも、1948年（昭和23年）12月日本発送電の手で運転開始に漕ぎつけた。

## 年表
- 1912年（大正元年）
  - 9月 - 福澤桃介の提唱により母体の「大正企業組合」設立[6]。
- 1919年（大正8年）
  - 3月3日 - 矢作水力株式会社設立[6]。資本金500万円、初代社長井上角五郎[6]。本店所在地は東京市[1]。
  - 12月26日 - 関連会社矢作索道株式会社を設立、11月に竣工した木ノ実峠の索道を同社へ譲渡[13]。
- 1920年（大正9年）
  - 3月3日 - 岩村電気軌道株式会社を合併し大井・岩村間の岩村電車を引き継ぐ[13]。資本金575万円となる[25]。
  - 12月8日 - 下村発電所竣工[15]。
- 1921年（大正10年）
  - 10月1日 - 飯田洞発電所竣工[19]。
- 1922年（大正11年）
  - 6月20日 - 押山発電所竣工[21]。
  - 9月15日 - 名古屋市内への電力供給を開始[86]。
- 1923年（大正12年）
  - 2月26日 - 1200万円への増資を決議[25]。
  - 4月4日 - 真弓発電所一部竣工[23]。
  - 5月18日 - 関連会社南信電力株式会社を設立[37]。
  - 6月13日 - 真弓発電所全面竣工[23]。
- 1925年（大正14年）
  - 11月26日 - 上村発電所竣工[24]。
- 1927年（昭和2年）
  - 10月1日 - 南信電力を合併[37]、資本金1290万円となる[25]。
  - 11月24日 - 島発電所竣工[15]。
- 1928年（昭和3年）
  - 4月28日 - 井上角五郎に代わり福澤駒吉が社長就任[9]。
  - 5月1日 - 愛知県名古屋市へ本店移転[160]。
  - 11月18日 - 名古屋火力発電所竣工[15]。
- 1930年（昭和5年）
  - 3月 - 立石発電所運転開始[38]。
- 1931年（昭和6年）
  - 4月7日 - 645万円の増資（優先株式発行）を決議[130]。
  - 11月17日 - 天竜川電力株式会社を合併[131]、資本金6935万円となる[42]。
- 1932年（昭和7年）
  - 8月1日 - 大井・岩村間に路線バス運行開始[122]。
- 1933年（昭和8年）
  - 2月28日 - 白山水力株式会社を合併[57]、資本金8435万円となる[60]。
  - 5月5日 - 関連会社矢作工業株式会社を設立[123]。
  - 9月 - 黒田ダム竣工[29]。
  - 9月6日 - 岩村電気軌道より継承の小沢発電所を廃止[117]。
- 1934年（昭和9年）
  - 3月31日 - この日限りで岩村電車の営業を休止[120]。
  - 7月 - 黒田発電所運転開始[22]。
- 1935年（昭和10年）
  - 1月19日 - 休止中の岩村電車を正式に廃止[120]。
- 1936年（昭和11年）
  - 1月 - 泰阜発電所一部運転開始[48]。
  - 4月 - 泰阜発電所全面運転開始[48]。
  - 12月29日 - 豊発電所運転開始[161]。
- 1937年（昭和12年）
  - 12月 - 和合発電所運転開始[38]。
  - 12月17日 - 大井・岩村間のバス事業を恵南自動車へ譲渡[120]。
  - 12月28日 - 関連会社矢作製鉄株式会社を設立[162]。
- 1938年（昭和13年）
  - 12月 - 尾口発電所一部運転開始[63]。
- 1939年（昭和14年）
  - 1月 - 尾口発電所全面運転開始[63]。
  - 4月1日 - 日本発送電設立に伴い名古屋火力発電所および送電線4路線・変電所1か所を同社へ出資[105]。
  - 12月 - 和知野発電所運転開始[38]。
- 1940年（昭和15年）
  - 3月1日 - 関連会社矢作工業を合併[126]、資本金1億85万円となる[4]。同社のアンモニア化学事業を引き継ぎ社内に工業部を置く[126]。
  - 10月31日 - 福澤駒吉が社長から会長へ昇格、社長に成瀬正忠就任[61]。
- 1941年（昭和16年）
  - 10月1日 - 水力発電所8か所・送電線8路線を日本発送電へ出資[105]。
- 1942年（昭和17年）
  - 1月15日 - 全額出資の子会社・金城証券株式会社の合併を決議[155][156]。同社保有の自社株式を消却し8816万1500円へ減資[155]。
  - 2月27日 - 日本発送電・中部配電に対する出資完了後の会社解散を決議[156]。
  - 3月31日 - 矢作工業株式会社（第二次矢作工業）を設立、工業部を分離[154]。福井県内の電気事業を京都電灯へ譲渡[153]。
  - 4月1日 - 水力発電所11か所・送電線17路線を日本発送電へ出資[105]。残余の送電線・変電線と配電設備・需要者屋内設備・営業設備一切を中部配電へ出資[105]。
  - 4月2日 - 矢作水力解散[2]。
- 1944年（昭和19年）
  - 7月17日 - 第二次矢作工業がソーダ会社3社を合併し東亞合成化学工業株式会社に社名変更[154]。

## 本店・支店等所在地

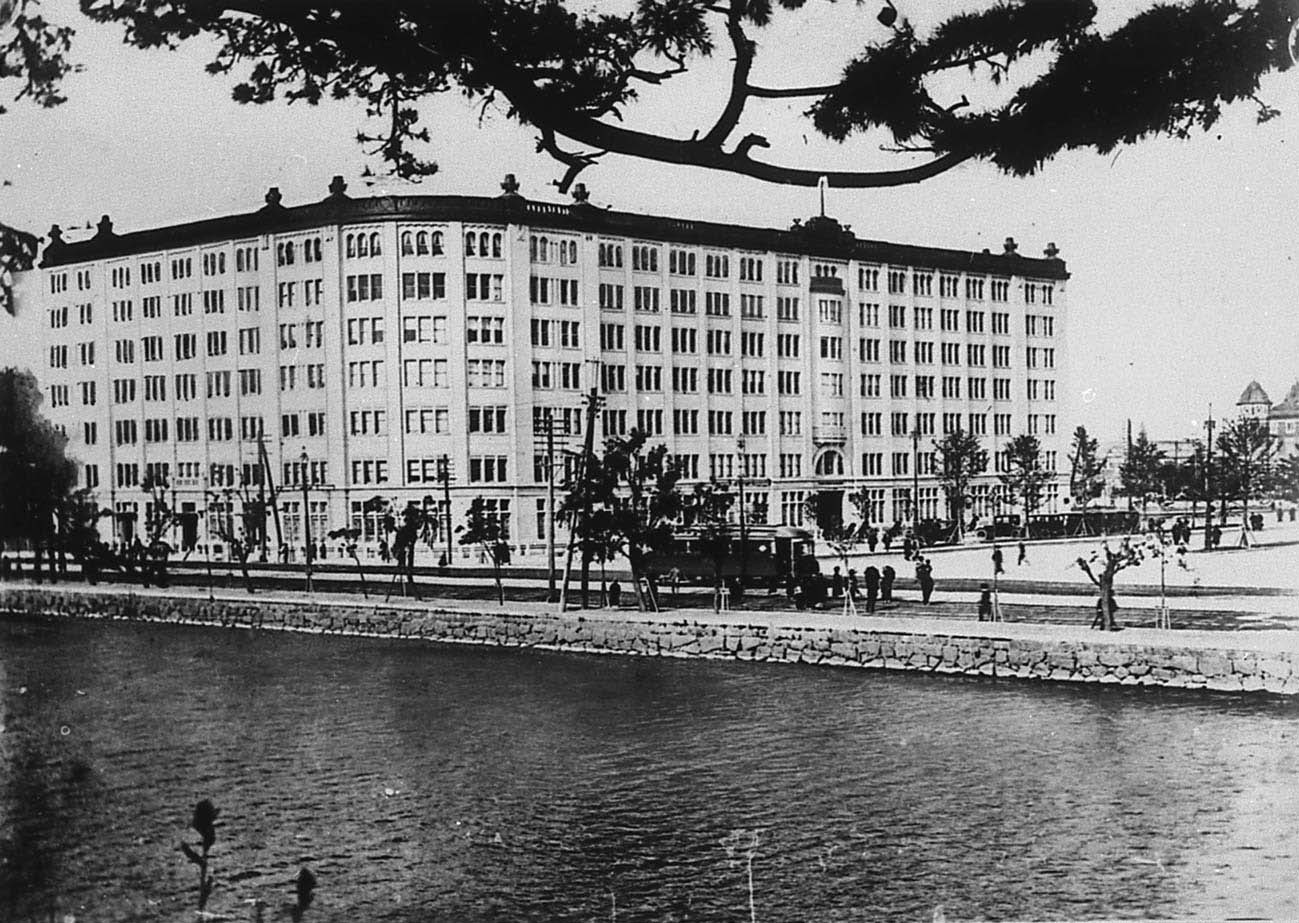
東京丸の内の東京海上ビル

1938年3月末時点における矢作水力の本店・支店・営業所・出張所の所在地は以下の通り。
- 本店 ： 名古屋市東区東片端町2丁目12番地1
- 支店 ： 東京市麹町区丸ノ内1丁目6番地・東京海上ビル
- 岩村営業所 ： 岐阜県恵那郡岩村町
- 金沢出張所 ： 石川県金沢市石浦町

1919年3月の会社設立時、矢作水力は東京市麹町区永楽町1丁目1番地に本店を、名古屋市中区南大津町1丁目104番戸に支店をそれぞれ構えていた。その後1922年7月に名古屋支店は東区七間町1丁目1番地（大同電力名古屋支店所在地）へと移転。次いで1928年5月1日、本店と支店が差し替えられ、本店は名古屋市へと移転される。翌1929年4月、東京支店の住所が永楽町1丁目から丸ノ内1丁目6番地1に変更された。
1935年3月3日、本店は名古屋市東区東片端町2丁目12番地1に新築された新社屋へと移転された。同時に金城証券・矢作工業・矢作索道・矢作開墾の4社が同地へ本店を移している。以後、矢作水力の本店は解散まで同地にあった。解散後は第二次矢作工業がここに本店を構えたが、1944年7月に昭和曹達ほか2社を合併し東亞合成化学工業となるに及び東京市内へと転出していった。

## 関連会社
矢作水力は経営の多角化に積極的な電力会社として知られ、上記#化学事業と矢作工業で取り上げたアンモニア化学工業部門の矢作工業以外にも複数の関連会社を持った
。

### 昭和曹達
ソーダ会社の昭和曹達株式会社も矢作水力の子会社とされる。同社は1928年（昭和3年）10月、前身・東海曹達（1936年末解散）の株主らにより設立。この東海曹達は福澤駒吉が矢作水力よりも先に経営していた会社で、1916年（大正15年）12月に設立され、名古屋港にソーダ工場を建設して次亜塩素酸カルシウム（晒し粉）・水酸化ナトリウム（苛性ソーダ）を製造していたが、新工場建設に際し新会社昭和曹達に衣替えした。昭和曹達の新工場は矢作工業と同じく名古屋市港区昭和町に建設され、1929年（昭和4年）12月に操業を開始した。苛性ソーダ月産180トン・晒し粉360トンの規模で、必要な電力は矢作水力から供給を受けた。
その後昭和曹達は工場拡張や姉妹会社の合併により規模を拡大し、工場3か所、苛性ソーダ月産3,200トン・晒し粉2,300トンの規模となり、設立時の4倍にあたる資本金600万円の会社となった。また1939年9月には旧白山水力傘下のカーバイドメーカー大北工業の株式を矢作水力から譲り受けた。
1944年（昭和19年）7月、昭和曹達は矢作工業改め東亞合成化学工業に吸収された。

### 矢作製鉄
1937年（昭和12年）12月28日、矢作水力や大同電力系の大同電気製鋼所（後の大同製鋼、現・大同特殊鋼）などの出資で矢作製鉄株式会社が設立された。矢作水力の余剰電力により電気製鉄炉を稼動させ、矢作工業の硫酸製造過程で発生する硫酸滓（硫酸焼鉱）を鉄源として活用して銑鉄を製造することを目的とした。資本金500万円、出資比率は矢作水力88.95パーセント・大同電気製鋼所10.0パーセントで、矢作水力・矢作工業社長の福澤駒吉が社長を兼任した。工場を昭和町に置き、1939年（昭和14年）5月に操業を開始した。
矢作水力が大同製鋼に株式を順次譲渡したため、1941年（昭和16年）8月に大同製鋼傘下となった。

### 矢作索道
矢作川水系にある発電所の建設資材は中央本線大井駅（現恵那駅）より岩村町を経由し輸送された。大井駅より岩村町までは岩村電気軌道を合併して直営化した電気軌道路線（岩村電車）を利用できたが、岩村町から恵那郡上村までは木ノ実峠を挟んでおり資材輸送の隘路となってきた。この区間の輸送を改善すべく、矢作水力は1919年（大正8年）11月、岩村町を起点に峠を越えて上村に至る架空索道を完成させた。この段階では直営の索道であったが資材輸送のみならず一般用にも開放するため独立した会社とすることとなり、矢作水力の出資の下、資本金25万円で矢作索道株式会社が同年12月26日に設立され、索道は同社へ譲渡された。
この索道は資材輸送のほか、上村周辺の薪・木炭・木材などの搬出や、岩村方面からの生活物資の搬入などにも利用され、人を乗せることもあったという。1927年に島発電所が建設されて川による木材の流送が不可能となると、索道がかわりに利用されるようになった。
この索道は1931年（昭和6年）に廃止された。会社は1941年12月20日付で解散されている。

### 日清レイヨン
紡績会社日清紡績（現・日清紡ホールディングス）と矢作水力の共同出資により、1933年（昭和8年）2月12日、日清レイヨン株式会社が設立された。
共同出資の相手となった日清紡績は、1907年（明治40年）の設立に際し福澤桃介も参加（設立時の専務取締役兼筆頭株主）した会社である。福澤は3年で同社の経営から手を引いたが、名古屋電灯社長時代に供給区域内である名古屋への工場建設を呼びかけ、日清紡績名古屋工場建設の契機をつくるなどその後も関係を持った。昭和に入って日清紡績がレーヨン（人造絹糸）製造への進出を企画した際、福澤は矢作水力の供給区域へのレーヨン工場建設を同社に対して要請する。この結果、日清紡績と矢作水力、それに福澤の友人川崎八右衛門が経営する川崎第百銀行の出資で日清レイヨンの設立をみた。資本金は1000万円で、出資比率は日清紡績68.8パーセント・矢作水力21.2パーセント・川崎第百銀行10パーセントである。
日清レイヨンは愛知県岡崎市美合町を工場用地に選び、1934年（昭和9年）4月より操業を開始した。その4年後の1938年（昭和13年）9月25日、日清レイヨンは日清紡績に合併され、工場は日清紡績岡崎レイヨン工場（後の美合工場）として引き継がれた。

## 歴代役員一覧

### 取締役
1919年3月の会社設立から1942年4月の会社解散からまでの間に、下表の34名が取締役を務めた。
- 就任・退任時期は会社の「事業報告書」（J-DAC「企業史料統合データベース」収録）を出典とする。
- 会長・社長・副社長・専務・常務などの役職在任期間は『矢作製鉄 風雪の60年小史』218-220頁（「矢作水力役員任期一覧表」）に基づく。

| 氏名           | 就任       | 退任           | 役職                                                                                          | 備考                             |
| -------------- | ---------- | -------------- | --------------------------------------------------------------------------------------------- | -------------------------------- |
| 井上角五郎     | 1919年3月  | 1928年4月      | 社長：1919年3月 - 1928年4月                                                                   | 衆議院議員、元北海道炭礦汽船専務 |
| 杉山栄         | 1919年3月  | 1938年10月死去 | 専務：1919年3月 - 1928年4月 副社長：1928年4月 - 1938年10月                                    | 前大正企業組合嘱託技師           |
| 福澤駒吉       | 1919年3月  | 1942年4月      | 副社長：1922年4月 - 1928年4月 社長：1928年4月 - 1940年10月 会長：1940年10月 - 1942年4月       | 創業者福澤桃介の長男             |
| 青木信光       | 1919年3月  | 1919年4月辞任  |                                                                                               | 子爵・貴族院議員                 |
| 服部兼三郎     | 1919年3月  | 1920年6月死去  |                                                                                               | 名古屋の綿布商服部商店社長       |
| 伊丹鉄太郎     | 1919年3月  | 1923年11月辞任 |                                                                                               | 伊丹弥太郎長男、佐賀県多額納税者 |
| 大岩勇夫       | 1919年3月  | 1927年8月辞任  |                                                                                               | 名古屋の実業家・弁護士           |
| 大口喜六       | 1919年3月  | 1927年4月辞任  |                                                                                               | 衆議院議員、豊橋電気取締役       |
| 寒川恒貞       | 1919年3月  | 1936年10月辞任 |                                                                                               | 電気製鋼所常務・東海電極製造社長 |
| 川崎友之介     | 1919年3月  | 1942年4月      |                                                                                               | 川崎財閥当主川崎八右衛門の義弟   |
| 水野直         | 1919年10月 | 1920年7月辞任  |                                                                                               | 子爵・貴族院議員                 |
| 浅見與一右衛門 | 1920年3月  | 1924年3月死去  |                                                                                               | 岩村電気軌道創業者               |
| 片桐貞央       | 1920年10月 | 1927年12月辞任 |                                                                                               | 子爵・貴族院議員                 |
| 久留島通彦     | 1925年4月  | 1942年4月      | 兼支配人：1925年4月 - 1933年10月 常務：1933年10月 - 1940年10月 副社長：1940年10月 - 1942年4月 | 社員重役・1922年2月より支配人    |
| 小山柳一       | 1925年4月  | 1942年4月      | 兼技師長：1925年4月 - 1933年10月 常務：1933年10月 - 1942年4月                                 | 社員重役・1919年3月より技師長    |
| 下出義雄       | 1928年4月  | 1942年4月      |                                                                                               | 下出民義長男・木曽川電力取締役   |
| 山形要助       | 1931年11月 | 1934年12月死去 | 常務：1931年11月 - 1934年12月                                                                 | 前天竜電常務、工学博士           |
| 後藤一蔵       | 1931年11月 | 1942年4月      | 常務：1931年11月 - 1942年4月                                                                  | 前天竜電常務、伯爵               |
| 伊原五郎兵衛   | 1931年11月 | 1933年10月辞任 |                                                                                               | 前天竜電常務、伊那電気鉄道専務   |
| 野村孝         | 1931年11月 | 1934年3月辞任  |                                                                                               | 前天竜電取締役、関東水力常務     |
| 増田次郎       | 1931年11月 | 1936年10月辞任 |                                                                                               | 前天竜電取締役、大同電力社長     |
| 兼松煕         | 1931年11月 | 1936年10月辞任 |                                                                                               | 元濃飛電気社長                   |
| 小坂順造       | 1931年11月 | 1936年10月辞任 |                                                                                               | 前天竜電取締役、長野電灯社長     |
| 村瀬末一       | 1931年11月 | 1942年4月      |                                                                                               | 前天竜電常務、大同電力取締役     |
| 石田新一郎     | 1931年11月 | 1942年4月      |                                                                                               | 前天竜電取締役技術部次長         |
| 成瀬正忠       | 1933年4月  | 1942年4月      | 副社長：1933年4月 - 1940年10月 社長：1940年10月 - 1942年4月                                   | 前白山水力社長                   |
| 高木得三       | 1933年4月  | 1942年4月      | 常務：1933年4月 - 1935年10月                                                                  | 前白山水力専務                   |
| 桜木亮三       | 1933年10月 | 1942年4月      |                                                                                               | 伊那電気鉄道専務                 |
| 桜山壮次       | 1935年10月 | 1938年10月     |                                                                                               | 社員重役（1919年3月入社）        |
| 鹿島国秀       | 1935年10月 | 1942年4月      |                                                                                               | 社員重役（1924年2月入社）        |
| 高橋正忠       | 1936年10月 | 1942年4月      |                                                                                               | 元逓信省電気局長                 |
| 永滝松之輔     | 1940年10月 | 1942年4月      | 常務：1940年10月 - 1942年4月                                                                  | 前東邦瓦斯常務                   |
| 津崎勤         | 1940年10月 | 1942年4月      |                                                                                               | 社員重役（1919年3月入社）        |
| 大西英一       | 1940年10月 | 1942年4月      |                                                                                               | 社員重役（1919年3月入社）        |

### 監査役
1919年3月の会社設立から1942年4月の会社解散からまでの間に、下表の15名が監査役を務めた。
- 就任・退任時期は会社の「事業報告書」（J-DAC「企業史料統合データベース」収録）を出典とする。

| 氏名       | 就任       | 退任           | 備考                                |
| ---------- | ---------- | -------------- | ----------------------------------- |
| 加藤重三郎 | 1919年3月  | 1919年10月辞任 | 元名古屋電灯社長                    |
| 鶴田勝三   | 1919年3月  | 1921年4月      | 浅野総一郎女婿・武蔵水電専務        |
| 井上亀之助 | 1919年3月  | 1923年4月      | 井上電機製作所（京都）代表          |
| 伊井熊次郎 | 1919年3月  | 1923年4月      | 東京のゴム製品商                    |
| 片山次雄   | 1919年3月  | 1926年4月辞任  | 肥後銀行・熊本電気監査役            |
| 島田剛太郎 | 1919年10月 | 1936年10月辞任 | 元岐阜県知事                        |
| 田中福之助 | 1925年4月  | 1936年10月辞任 | 福興社社員 （福興社代表は福澤桃介） |
| 岸義男     | 1927年10月 | 1942年4月      | 前南信電力取締役                    |
| 松井文太郎 | 1931年11月 | 1933年9月死去  | 前天竜川電力監査役、衆議院議員      |
| 平野桑四郎 | 1931年11月 | 1934年7月死去  | 前天竜川電力監査役、長野県会議長    |
| 堀内良平   | 1931年11月 | 1934年3月辞任  | 前天竜川電力監査役、衆議院議員      |
| 乙部融     | 1934年4月  | 1942年4月      | 元三菱銀行常務                      |
| 増田次郎   | 1937年4月  | 1939年3月辞任  | 前取締役                            |
| 小坂順造   | 1937年4月  | 1942年4月      | 前取締役                            |
| 藤田惣三郎 | 1940年10月 | 1942年4月      | 社員重役（1921年1月入社）           |